# 全員逃走中
《全員逃走中》（Run for money ），簡稱《RFM》或，是日本富士電視台自2004年開始不定期播放的大型綜藝遊戲節目，主要内容為實景街頭生存遊戲，參賽者必須在限時內躲避預定場地中「獵人」的追捕，成功躲避追捕可獲得獎金，被抓到則獎金歸零。遊戲過程中會不時穿插任務，增加遊戲的難度及趣味性。

## 簡介
節目起初在深夜時段播映，2007年4月至9月，改以『克洛諾斯（日语：クロノス (テレビ番組)）』特別企劃形式播出。2007年10月，以『JUMP！○○中』節目中的一個子單元的形式播出，這也是節目首次進入黃金檔，2008年4月後再度分拆為獨立節目。而隨著節目進行，節目逐漸建立起連貫的劇情和世界觀，在游戲進行中隨時插入與設定挂鈎的「迷你劇」，劇情發展出對應的主題任務，玩家通過完成任務推進劇情，游戲與劇情互相推動、互相影響。
由於每期節目製作工程相當浩大，故節目開播至今一直為不定期播放。据當時的製作人高瀨敦也透露，在節目拍攝前，製作團隊需花費三個月思考遊戲地點及任務內容，在三至四天内完成搭建布景及道具，最多曾經同時出動超過60台攝影機來進行拍攝工作，也曾經召集過大約700多位的工作人員以及臨時演員參與拍攝，單集最高製作費達數千萬日元。
2012年，與節目共享同一世界觀的衍生節目《全員戰鬥中》（battle for money 戦闘中）開播。
2014年，為紀念開播10周年，節目組策劃了十年來最大規模的追逐戰「超時空決戰」（第38、39回），首次在兩個舉辦地同時進行游戲，播出分成兩集，兩地參賽者必須互相合作，完成任務以獲取勝利，之後變成兩組競爭，剩下人數多的隊伍將平分獎金。
2022年11月，以「史上最大海陸空逃走劇」宣傳的「逃走中 Battle Royal」登陸Netflix。
《全員逃走中》在台灣由緯來日本台代理播出，但於2014年因代理權到期無法再播出新的集數（目前於節日播出的都為重播）。2008年，美國NBC環球有線電視購下版權重新製作，並改名為《Cha$e》在SyFy Channel內播出。2015年，中国湖南卫视也购买版权重新制作，改名为《全員加速中》。
台灣的緯來日本台將在2025年7月開始復播，並且將會陸續購買版權，以下包含未播出的新集數

## 逃走中

### 規則

#### 逃亡者
參加遊戲的「逃亡者」主要由搞笑藝人、偶像、演員、歌手、寫真女星、運動員、声優、YouTuber等名人組成，近年也開始加入以兒童演員為代表的「兒童逃亡者」。每集的參加人數不一，最少為試驗版的7人，最多為第61回的33人。大部分回合中基本上為「逃亡者」的個人戰，但也會出現「逃亡者」需要互相競爭或者有「僞逃亡者」、「告密者」混入破壞正常任務的情況。大多數「逃亡者」為爭取曝光率及獎金，都會選擇積極參與任務，並且努力逃亡到最後，但其中仍然有極少數的逃亡者不顧形象或榮譽，以儘速自首的方式早點退出遊戲，賺取獎金，但通常能自首成功的還是少數。
目前參加逃走中最多次的來賓是搞笑藝人非女孩二人組的田中卓志，他一共參加26次（截止至第67回，如果包含59、63回的LIVE逃走中，共28次），參加的回數有JUMP!○○中第1回及逃走中第10、12、14、20、22、24（逃走成功）、28、30、31、32、33、34、35、36、37、38、39、42、46、47、48、50、56、60、66回，目前在第59、61、63、65回中以主持人的身分在錄影棚內觀看整集。
第二多則是濱口優，目前共14次（第22、23、24、27、28、30、33、34、37、40、41、53、59、63回；截止至第67回）。
「逃亡者」大多穿著顔色鮮艷的運動服，便於「獵人」識別目標。每位「逃亡者」都會配備行動電話，以獲取最新情報和任務，以及與其他「逃亡者」聯系。每位逃亡者都跟隨著一位攝影師及一位工作人員。工作人員除在遊戲中簡單訪問逃亡者一些問題（如獎金如何使用、今日目標金額等等），也提供逃亡者諮詢（如提醒禁止進入區域、協助釐清任務指示等等）。
逃亡者的配備如下：
1. 行動電話：每位逃亡者的基本配備之一。遊戲本部會透過手機傳達逮捕情報、消息及任務。另外，逃亡者可用手機彼此聯絡，也可傳簡訊(一有人傳達則全員都會收到，多出現在逃亡者遇到委託或緊急狀況時發布)但不能調靜音。第21回和第22、58回因任務內容，而使行動電話分別產生高空攝影和暫時無法使用等效果。(自31回起，逃亡者使用的手機升級為智慧型，並取代特殊手表功能)
2. 特殊手錶：顯示遊戲剩餘時間，第9回以後增加顯示目前累積獎金功能。(31回起與行動電話結合)
3. 地圖：顯示可行走道路，及區域內重要地標。
4. 護具：護頭、護膝及護腕，為防止逃亡者受傷用。
5. 其他：針對每集任務需要，可能有不同的攜帶物品。另外，逃亡者被允許攜帶水及簡單食品。
「逃亡者」在場地內被「獵人」碰觸後即構成「逮捕」或「確保」，等於出局，需進入節目組預先準備的「監獄」内，無法再參與場上遊戲，但是在部分回合中，場上的「逃亡者」可藉由進行任務的方式讓已出局的「逃亡者」復活（取得復活卡），在「監獄」内的「逃亡者」也有機會通過任務復活、贏取額外獎金或者為場上的「逃亡者」提供額外道具。當所有逃亡者都被逮捕(或自首，也就是沒有任何逃亡者逃到時間歸零)，則為GAME OVER，游戲宣告結束。

#### 獵人

「獵人」的示意圖

穿著黑色西裝的「獵人」在游戲場地内不斷巡視，以識別和追捕「逃亡者」。在遊戲背景設定中，獵人標準裝扮為黑墨鏡及黑西裝（不過有一集是例外，於單行版的第3回「日光江戶村I」在台灣未播出的那一集中，獵人是扮成＂忍者＂模樣）。「獵人」是來自未來的機器人，因此不會說話且面無表情，具有極快的速度、驚人的體力，其招牌性的墨鏡可以通過視覺識別出正在移動的「逃亡者」，如果離開視綫範圍内則不會繼續追捕，對已被抓獲的「逃亡者」和隨行工作人員則沒有反應，也不會通過事先埋伏的方式追捕「逃亡者」。獵人以「具」為計量單位。遊戲開始時獵人數量為1至5具（3至4具最常見），並且會隨著遊戲進度隨機投入額外的「獵人」，或通過任務增減「獵人」數量、限制「獵人」活動時間或範圍等。目前已知每一具獵人都有專屬的「代號」，諸如「01 KR」、「02 NN」、「03 YD」、「04 GT」、「05 KT」、「06 TT」、「07 OF」、「08 TG」、「09 TR」、「10 HM」、「11 KJ」、「12 JN」、「13 YY」、「14 SK」、「15 BD」、「16 TR」、「17 ST」、「18 VH」、「19 TY」、「20 HT」、「21 NS」、「22 KD」、「23 MY」、「24 NK」、「25 SS」、「26 NK」、「27 AG」、「28 TT」、「29 AM」、「30 AS」、「31 NH」、「32 SK」、「33 TH」、「34 SK」、「35 SS」、「36 TT」、「37 OF」、「38 TT」、「39 UY」、「40 KH」、「41 FM」、「42 UN」、「43 DT」、「44 OR」、「45 KT」、「46 TR」、「47 OT」、「48 NR」、「49 TY」、「50 KS」、「51 IN」、「52 TN」、「53 TM」、「54 MK」、「55 IK」、「56 NB」、「57 OS」、「58 OJ」、「59 MT」、「60 MY」、「61 KM」、「62 ZK」、「63 CL」、「64 SZ」、「65 NH」、「66 SJ」等等，雖然實際命名方式目前尚不清楚，但對照飾演這些獵人的姓名，幾乎可以推測出其數字編號，即為首次在逃走中登場的順序，而接續的二位英文，即為該獵人姓名的縮寫，
Ex.「01 KR」是Kasahara Ryuji（笠原龍司）姓名的縮寫。
台灣觀眾及網友會依據獵人的長相及特徵取綽號來稱呼他們，如「長髮獵人」、「美人尖獵人」、「娃娃臉獵人」、「光頭獵人」等。
遊戲製作人高瀨敦也表示，「獵人」是「以公開甄選的方式，先從書面資料審核身材、長相等外在條件，進而篩選出200人來面試，最後才決定7、8位固定班底。」，並且「身高都有180公分以上，而且外貌一定要夠冷酷、有未來感，這樣穿上製作團隊準備的西裝及墨鏡來追捕參賽者，才能呈現出令人不寒而慄的詭異氛圍。」大部分「獵人」為運動員或體育院校的學生，在拍攝前皆會接受專業訓練，除了耐力與爆發力以外，也會學習控制面部表情、呼吸等等。
在第 49 回之後新型獵人登場，擁有不同於一般獵人的特殊能力。
第49回「ONE TEAM VS 新型猎人篇」中加入了儿童猎人，女性猎人以及跑酷猎人
儿童猎人：和普通猎人一样，只是身形嬌小，不容易被察觉（49、50回登場）
女性猎人：在这集中，只抓捕女逃走者（复活任务）
跑酷猎人：身手敏捷，只限任务以及奖金时间赛（逃亡者存活越久就越多奖金可以拿，直到被抓为止）（49、60回登場）
第51回「獵人與鋼鐵魔神篇」中加入了機械獵人、跳躍獵人
機械獵人：身穿動力服的獵人，有極長的機械手臂，但動作緩慢，背後有QR code，只限任務阻止放出獵人（51、59回登場）
跳躍獵人：會不停跳躍，沒有逮捕逃走者的功能，只限獎金增加任務
偽裝獵人：在Netflix版登場，三名獵人(從實際獵人數扣除，並非新增)偽裝成老奶奶，在逃走者向遊客索取主教塔門票避難100名獵人追捕時，偽裝獵人一旦被詢問到就會脫下披風開始追擊逃亡者，被抓後則繼續偽裝。
奧林匹克獵人：第59、63回中的取得復活卡任務中登場，獵人區裡分別由59回的桑迪·莫里斯、賈斯汀·加特林、埃里克·瓦伊納以及63回的阿薩法·鮑威爾、班·強生擔任獵人，逃亡者進入後選擇寶箱，撕下寶箱前的黑紙會看到密碼，解開寶箱上的密碼鎖取得復活卡，同時計時5秒，時間到獵人從獵人箱衝出開始追擊，被捕則失格，若逃脫成功可拿復活卡到富士電視台(閘門)復活一名確保者，第63回則是到牢獄前復活逃亡者。
FNS 27時間TV特別獵人：第61回登場，分別是ZAZY（赤井俊之）與ナダル（只有他穿短西裝褲）擔任獵人，在拍照任務失敗後放出（本集ZAZY未被放出），不過ナダル跑的速度並不快，威脅性低，但被抓到一樣淘汰，他們在遊戲結束後走到牢獄前，拿獎金給自首成功的玩家。
高中生獵人：第65回的取得復活卡的任務登場，該名高中生是日本航空高等學校的足球校隊隊員，他與ナダル一同擔任這次的獵人（任務結束後，ナダル投入通報部隊），但與獵人不同的是，他是穿學校制服。
石井慧獵人：第66回的復活任務中登場，柔道服後有QR code，手機掃一下有復活卡可以復活被淘汰的玩家。

#### 場地
全員逃走中的遊戲場地非常多樣，曾在東京、大阪、沖繩等縣市舉行，並且限定在一個指定的區域內提供逃亡者逃亡用，地點通常為商店街、主題公園、體育場等。無論在哪種地點舉辦，製作單位都會強調是在與當地警察、管理委員會共同協助下拍攝，故安全無虞。節目通常以「東京巨蛋的n倍大」來形容場地大小。若在街頭進行遊戲，則逃亡者和獵人都必須在劃定範圍內，遵守交通法規，且不得進入私人土地(第58回例外，該回為得到島民的同意後可進入房屋內躲藏，但獵人也可以進入搜索)。
此外，隨著遊戲的進行，場地有可能在中途改變，例如增大或縮小場地，也可能到全新的場地。

#### 時間
遊戲每次的進行時間不一，從最短的第1和第3回50分鐘，到目前Netflix回的最長200分鐘。此外，遊戲中的任務或事件可能使逃亡時間縮短、暫停、時間倒轉，或是進入加時賽。有些任務則是不計入逃亡時間的，例如敗部復活任務。

#### 獎金
遊戲的總獎金決定於三個因素：遊戲時間、獎金累積速率及任務結果。獎金累積速率以秒計算，每秒從1~3000円不等。遊戲任務可能改變累積速率，可能增加或減少，甚至歸零重新累積（早期）。在遊戲結束未被抓到者，無論多少人皆獨得該次總獎金，但被抓到則拿不到任何獎金。（中國版改為只能獲得十分之一）獎金也可透過自首獲得。遊戲中的「逃亡者」可以選擇隨時選擇自首退出遊戲。自首者可以得到當時累積的獎金。 每次遊戲的自首方式不一，多為通過製作組設置的公共電話自首，或者以任務的形式（如：前往指定的地點向某人進行自首、寫自首狀等）。自首者可站在「監獄」旁邊與「監獄」内的「逃亡者」對話，但無法參與節目組為「監獄」内的「逃亡者」安排的額外任務。在早期遊戲中，「逃亡者」的自首行爲可能對其他「逃亡者」產生不良後果，如會導致活動區域變動或額外的「獵人」被放出，使自首變成對其他逃亡者的「背叛」行為。
目前，「逃亡者」逃亡成功並獲得獎金的最高記錄為第32回，由上地雄輔一人獨得276萬円，並獲得『終極玩家』的稱號。但如果以單集發出的總獎金來看，則是第61回，該集因為逃亡成功者有兩人，加上一名自首者，一共發出430萬5200円；到第67回為止，節目組送出逃走成功的獎金有7668萬8500円，加上自首成功的獎金1792萬6400円，合計是9461萬4900円 ，（另外加上JUMP！○○中內5回逃走中發出的獎金171萬円＋27.06萬円的自首獎金、クロノス內4回逃走中發出的獎金150萬円＋82.43萬自首獎金，總共是9735萬9800円）。

#### 自首
遊戲中的逃亡者可以選擇自首，退出遊戲。自首者可以得到當時累積的賞金。由於退出了遊戲，自首者沒有復活的權利。
每次遊戲的自首方式不一，前期節目多是用公共電話自首，後期則增加許多不同方式，譬如：前往指定的地點向某人進行自首、按下自首按鈕申告、寫自首狀遞交出去等等，第20回以後則以節目設計的自首用公共電話，每次設置2台（有時候只設置1台），第45、46、62、64、65回再度回歸用公共電話自首。自首者不需像其他被逮捕者一樣被關在牢裡，而是待在牢獄旁邊。由於自首這條規則是以「脫離」遊戲作為認定，因此當遊戲過程中出現如預測逃亡成功或解除任務成功者的獎賞遊戲時，自首者就沒有權利參加。
在早期的遊戲中，自首會導致一名或以上的獵人被放出，使自首變成對其他逃亡者的「背叛」行為。此外，遊戲中的任務可能影響自首權。
截止至第66回，共有28名逃亡者自首成功，其中『ドランクドラゴン』（醉龍）鈴木拓、『とろサーモン』（托羅鮭魚）久保田和靖、山內健司是目前自首兩次成功的人；第65回霜降り明星粗品是目前一次自首拿最多獎金的人（150萬5100円），打破鈴木拓2012年在第30回自首時的紀錄（130萬2000円）。

#### 逮捕
逃亡者在逃亡時間內被獵人碰觸後即構成逮捕，隨即進入該回所設定的監牢或規定的地點，獎金歸零，無法再進行遊戲。但是在幾回遊戲中，在逃亡中的逃亡者可藉由進行任務的方式讓已經被逮捕的逃亡者復活，離開監牢繼續進行逃亡遊戲，另外，被逮捕的逃亡者也有機會參與極少數任務(例如第20回的解救卑彌乎，第23、28回的提供重要道具給未逮捕者)。29回以後的监狱改成類似觀景台且有部分是扶手可以靠著。2020年由于疫情关系被逮捕者在监狱戴口罩加上安全距离，比之前的监狱多一倍大，屋顶已被移除。
截止至第67回，共有65名逃亡者逃走成功。

### 遊戲內容

#### 開場遊戲
部分回合游戲開始前會進行熱身的開場遊戲。「逃亡者」聚集在「獵人」箱前挑战抽鏈條、擲骰子、人體計時等考驗運氣或速度的小游戏，通关后可以贏得額外的逃亡時間，但如果失败的话「獵人」將被迅速释放，游戲立即開始。沒有開場遊戲的回合，玩家自由開場，1分鐘後「獵人」會在各個定點啟動。
在第5回以前，逃亡者可自由選擇開始地點。
第6回是在10分鐘之內將獵人箱旁邊的按鈕壓下，使獵人被冷凍不被放出，而按下按鈕時，必須要兩位逃亡者同時按下，未被冷凍的獵人10分鐘後將會放出。
第7回啟用開場遊戲（預賽）。此回中2具獵人在體育館中追趕逃走者，逃走者必須在10分鐘之內找出體育館的出口。而當被獵人抓到時則無法進入正式逃走遊戲。
第8回至第18回的開場遊戲中，3～4具獵人會被放置在獵人箱中，由逃亡者依序來到備有各種顏色鏈條的獵人箱前，從中抽出一條。鏈條數量與逃亡者人數相同。其中有一條連接到獵人箱上的木栓，若抽出它將扯下木栓，獵人從箱中衝出，遊戲也隨之開始。中籤的逃亡者由於距離獵人箱最近，立刻被捕的機率相當高，但也出現過例外。逃亡者的順序常是事前抽籤決定好的(第8、10
回例外，為自行決定以及第9回是用鬼腳圖決定)，另外在第25、39回任務中也有抽鏈條的遊戲。
第17回及第18回則在五支鏈條上附了骷髏記號，每抽中一隻，則所有剩餘逃亡者必須前進2公尺。
第19、20回及第24回至第29回的開場遊戲。逃亡者在距離獵人箱約25公尺處，依序丟擲大骰子。骰子六面中有五面是點數，而獵人箱會依照擲出的點數，朝逃亡者前進相同點數。然而骰子的第六面是獵人之眼，一旦擲出則獵人立刻被放出，遊戲也開始。一旦逃亡者擲出的點數累積到16點以上，則獵人箱會設定在1分鐘後開啟，也就是所有逃亡者獲得1分鐘的逃亡時間。
第21回是從逃亡者之中選出一位代表，在距離獵人5公尺處，將按鈕按下後，30秒後獵人即將被放出。
第22回及第23回逃亡者自由選擇開始地點，未進行開場遊戲。
第30回至第35回的開場遊戲為，逃走者抽籤決定順序，前五位到獵人箱的計時器-BODY CLOCK，共同預估60秒（第35回是3人预估45秒）,預估多少時間由逃走者決定(預估秒數的.00～.99範圍內才算成功)，如果成功可得60秒逃走時間，失敗即放出。
第36回朱月策一開始放出10具獵人，直到3人確保即消滅至4具。
第37、38、39是隨地放出，但逃走者不知道從哪裡放出（三具都不同地點）
第41回是4具獵人坐白色加長型禮車到富士电视大楼旁的天桥上下，与富士电视大楼旁的天桥上逃走者有150公尺距离，獵人下車後遊戲開始。
第40、42回(42回的開場遊戲被剪輯)是逃走者抽籤決定順序，前三位到獵人箱抽取要預估的時間(預估秒數的.00～.99範圍內才算成功)，如果成功可得三人所預估的時間總合當作逃走時間，失敗即放出。
第43回是隨地放出，但逃走者不知道從哪裡放出（四具都不同地點）。
第44、46回是4具獵人分散在區域各處，逃走者有60秒的逃亡時間至區域各處。
第45回是10分鐘內蒐集七顆龍珠阻止追加3具獵人。
第47回，3具獵人站在大學校門口外，隨著大門開啟，獵人進入區域內，遊戲開始。
第48回是由海螺小姐裡的角色在逃亡者面前亮相1具關在獵人箱裡的獵人，其餘2具分散在區域內，逃走者有60秒的逃亡時間至區域各處。
第49回是在逃亡者面前亮相3具獵人以及後面大量的特殊獵人，逃走者有60秒的逃亡時間至區域各處。
第50回以后逃亡者自由選擇開始地點，未進行開場遊戲。
第54回是首次開場五具獵人放出。
第56回是5具獵人分散在區域各處，逃走者有60秒的逃亡時間至區域各處。
第58回是4具獵人與20名逃走者一起乘船來到初島，逃走者們有60秒的逃亡時間至區域各處，60秒後4具獵人下船便開始遊戲。
Netflix回是由卡車運送20具獵人到行政廳前面的廣場，逃走者們有60秒的逃亡時間至區域各處，直到3人確保後，行政廳外出現獵人消滅按鈕，按下後可以將獵人消滅至5具
第59回是4組祭典團隊扛著在有數字版的4具獵人模型（每具都載有2、3的板子，代表開場獵人的數量，其中2具的3特別小），6位(抽選)逃走者們必須在3分鐘內用大砲跟空氣砲打掉板子決定獵人數量（最多20具，最少0具），時間到後逃走者們有60秒的逃亡時間至區域各處。
第61回是8具獵人分散在區域各處，逃走者有60秒的逃亡時間至區域各處。
第62回是10具獵人站一排在橫濱中華街上，遊戲開始後先啟動3具獵人。
第63回是6具獵人從富士电视大楼的直播現場穿越到錄影當天的富士电视大楼入口前，逃走者有60秒的時間逃至區域各處。
第64回是4具獵人分散在區域內各處（淺草），逃亡者自由選擇開始地點。
第65回是在日本航空高等學校的機庫內，在全校師生歡迎台上的逃亡者後，後面的鐵門突然打開，10具獵人站一排，接著在說明遊戲的同時，同時宣布任務①(首次同時宣布任務)，在區域內找到拉桿拉下，將獵人減少至5具，有60秒的逃亡時間至區域各處尋找拉桿。

#### 任務
游戲中會根據進度設置各種各樣的單人或多人任务，「逃亡者」也可能在游戲過程中隨機觸發劇情引發支綫任務，成功完成任務後全員可以获得獎勵，萬一失敗全員可能會遭到懲罰。任務經由簡訊傳送到所有逃亡者的手機當中（包含已經被捕的逃亡者），「逃亡者」可以根據簡訊的說明設法完成任務，除個別必須全員參與的強制任務以外，任务原则上是自由参加的，「逃亡者」可以根据任務的复杂程度、引起的体力消耗和被「獵人」发现的风险等判断是否参加。 为了完成任务，不仅需要体力、判断力、「逃亡者」之间的团队合作，还需要知识、灵感、运气等各种要素。
常見的任務包括滿足條件後減少「獵人」數量（反之則增加「獵人」數量）、獲得額外道具（如暫停「獵人」活動的冷凍槍）、獎金倍增（反之則停止或減少）、擴大「逃亡者」活動區域或縮小「獵人」活動區域、反轉計時器（游戲時間縮短或增加）、去除「逃亡者」的實時警報裝置或獲得「獵人」的實時警報裝置、復活已出局的「逃亡者」等。

#### 劇情
第12回以前的遊戲任務大致上彼此獨立。第13回開始设定了贯穿游戏的單元剧情，每次游戲劇情均與當次游戲舉行地緊密結合，並以迷你劇形式與游戲穿插播放，劇情人物亦會進入游戲現場，作爲帮助「逃亡者」执行任务的重要人物与「逃亡者」接触。在設定中，有时會将同一外景地视为“时代不同的同一地点”，有时會将不同的外景地视为“经过了一段时间的同一地点”。

#### 簡訊
在遊戲當中，所有會告知逃亡者的訊息，都是以簡訊的方式傳送到所有逃亡者的手機裡，已經被捕的逃亡者也不例外(由監獄第一位被逮捕的諧星作為監獄主持人來向其他被逮捕的逃亡者通知)
簡訊會傳送的主要項目有：
1. 逮捕情報：只要有逃亡者被抓，就會立刻將被捕者的姓名及剩餘人數(剩3人時則公布剩餘逃亡者的名字)傳送給所有逃亡者。
2. 任務：告知逃亡者有任務發生，通常簡訊內會有任務的起因、解法以及必須完成的方式及時間限制。
3. 任務結果：告知逃亡者任務結果，說明那位逃亡者完成了任務，逃亡者通常用此作提升好感度。
4. 通知：並非實質可解除的任務，而是隨時間會發生的事件，或通知逃亡者接下來會改變的規則等。
5. 逃亡者的通知：在逃亡者遇到委託或緊急情況時，可先通知其他逃亡者。
6. 自首情報：告知所有逃亡者，哪一位逃亡者自首的訊息。

## 背景設定
節目從第15回起開始增加了貫穿全節目的世界觀背景設定，並與衍生節目《戰鬥中》聯動，發展成反烏托邦的未來科幻驚悚劇。在第42回後，故事並無實質性進展。

### 梗概
公元2500年，逃离了环境不适合生存的地球的人类，通過宇宙移民将月球作为居住之地重新生活着，隨著人口不斷增多，月球的表面也越來越擁擠。公元2900年，大型企业CHRONOS公司的月村悟开发了机器人「獵人」， 举办大型游戲《逃走中》，让人们狂热不已。观众透过场内及场外螢幕观看，并能对「逃亡者」的表现下注。然而，月村悟卻發現有人想利用「獵人」裝置達到其不可告人的目的……

### 登場人物
- 月村悟 - 細田善彦（幼年：鈴木福）飾

《逃走中》的开发者，CHRONOS公司的年轻天才科学家。 第15回至第21回戴着头套登场，在第22回中首次露出了真实身份，在第25回中通过监视器出现在了所有「逃亡者」面前。
《逃走中》是月村悟继承了母亲“為月球空间狭小而失去游玩地的孩子们建设可游玩的空間”的遺願开发的。在第22回终于完成并开始举办游戏。 舞台设定任务和通知的发布、猎人的启动和管理都由他通过司令部的监视器或安装的控制器进行。 另外，控制器不仅仅限于游戏控制的终端，还具有向逃跑区域内瞬间移动等功能。月村不仅能决定前段所述的各游戏架构，且游戏中的各项任务，也是他为了增加遊戲精彩性所设计的。但遊戲卻數度遭到人爲破壞，機密資料遭到複製，月村追查出與神秘的「獵人X計畫」有關，为了阻止计划，月村一边运营遊戲一边为了捕捉计划的主谋而行动，巧妙地隐藏了作为计划关键的猎人的启动方法，但是在第27回被主谋的装置透视后发现了，启动所需的页面之后在高月半藏的帮助下摆脱了这个困境，虽然找回了启动装置，平息了遊戲的混乱，但是被主谋设置的鸟型机器人袭击，受了濒死的重伤。 
月村在康復後，開始策劃終極遊戲「究極逃走中」。又因实习生朱月策与有明亮二串通而被绑架。为了防止猎人一号机落到有明亮二手中，启动了猎人一号机的自爆装置，选择同归于尽。
- 高月半藏 - 高知东生 飾

《战斗中》的开发者也是遊戲司令，CHRONOS公司的遊戲部主任，月村悟的上司。 
虽然进行了猎人x计划的调查和分析官的召唤等，并协助了月村，曾私自調查「獵人X計畫」及其主谋的真面目，而被月村怀疑，但在第27回中，他借助「逃亡者」的力量救出了被主谋捕获的月村，向月村阐明了至今为止可疑的行动理由，协助以叛国罪逮捕了主谋。 之后，一边開發《战斗中》，一边在月村接受治疗期间利用月村的程序作为《战斗中》的代理管理者。為免月村再次陷入危機，高月引入了青山静、朱月策兩名實習生，但反而讓有明亮二有機可乘，借朱月策策劃了綁架事件。
- 有明亮二 - 津田宽治 飾

CHRONOS公司干部，后为競爭對手Helios公司的高级干部。
协助总裁执行「獵人X計畫」，在發現月村無意停止調查後，有明開始妨礙遊戲，反而被月村反向追查為破壞者。 竹取被捕后曾一度被逮捕，但由于竹取蒙受了所有的罪名，因证据不足而被释放。之後離開CHRONOS公司，投靠競爭對手Helios公司。以抢夺月村发明的猎人一号机为目标，派出实习生朱月策作爲内應綁架月村，企圖收買月村，遭其回絕。
- 竹取花怜 - 森口瑶子 飾

CHRONOS公司高级分析官。和月村悟的母亲是老朋友。
受高月半藏所托， 一边支持《逃走中》的游戏运营，一边协助月村查明计划的真相和指出高月的可疑行动。其真實身份為CHRONOS公司总裁，也是「獵人X計畫」的幕后黑手，企圖將「獵人」的人工智能移植到人身上，並作爲軍事用途，為此其利用公司内部勢力企图让月村下台，自己也以竹取的身份伪装成月村的伙伴，離間月村和高月，並暗中调查猎人的启动方法。虽然最终被抓捕，但是也利用乌鸦机器人的自爆让月村悟重伤。
- 青山静 - 足立梨花 飾

月村悟部下，《逃走中》游戲管理者候补生。性格沉著冷靜。
在寻找月村悟的过程中发现朱月策是有明亮二的间谍，并将其报告给了高月半藏。成功救出了月村，在月村和猎人一号机自爆后接手了一段时间的游戏管理者。51回起成為正式成為《逃走中》遊戲管理者，使剧中登场人物展开的故事走向圆满结局的任务设计非常积极，重视遊戲的顺利进行。 後期也開始兼任《战斗中》的遊戲管理者。
- 如月翔 - 骏河太郎 飾

月村悟的哥哥。性格開朗。在第38回作爲新的遊戲管理者登場。
在月村悟出现变故后，来到CHRONOS公司接手游戏的进行。同时也在背地里默默修复猎人一号机，使其作为任务机器人登场。
- 朱月策 - 冨浦智嗣 飾

《逃走中》游戲管理者候补生。
实际上是有明亮二安插的间谍。策划了“猎人消灭”的游戏任务。與有明私下勾結將月村綁架。在第36回中本想通过投放的“冒牌逃走者”来传送猎人一号机，但冒牌逃走者被抓捕之后只能亲自传送猎人一号机。最后虽然成功传送了猎人一号机，但也被有明亮二抛弃。
- 望月未怜 - 北川弘美 飾

月村悟的助手，第22回在月村悟进行游戏时与有明亮二进行交易，试图破坏遊戲。但阴谋被月村阻止，已被抓捕。
- 猎人一号机 - 笠原竜司 飾

即獵人代號中的「01 KR」。月村完成的第一个猎人。 在第36回被朱月策等人传送到Healios公司，在有明準備殺害月村時挺身而出為月村擋槍。为了阻止被Helios公司盗用，被月村启动自毀程序後爆炸，後被如月翔修復，在第41回以任務機器人的方式登場。
- GAME MASTER - 佐藤二朗 飾

Netflix版登場的游戲管理者，其真實身分與舉辦逃走中的目的均不明。
- 若月紫菀 - 浜野謙太 飾

CHRONOS公司管理部幹員，似乎直屬兔川。
- 兔川バガンザ - 大竹忍 飾

似乎是除了《逃走中》與《战斗中》以外所有遊戲的遊戲管理者，地位很高，曾短暫操控遊戲任務。

## 節目單元播放資訊

### Run for money 逃走中
| 集數    | 地點                                                                         | 主題             | 主題                                        | 逃亡者 | 遊戲時間         | 獎金 | 录制日期       | 播出日期 | 備註                                                                                               |
| 集數    | 地點                                                                         | 日文             | 中文                                        | 逃亡者 | 遊戲時間         | 獎金 | 录制日期       | 播出日期 | 備註                                                                                               |
| ------- | ---------------------------------------------------------------------------- | ---------------- | ------------------------------------------- | ------ | ---------------- | --- | -------------- | --- | -------------------------------------------------------------------------------------------------- |
| 0       | 澀谷                                                                         |                  | 無                                          | 7人    | 51分45秒         | 35萬8500 |                | 日:2004年6月26日 | 試驗版 在日本BS富士『TV☆Lab』内播出                                                                |
| 1       | 澀谷Ⅰ                                                                        |                  | 無                                          | 9人    | 50分鐘           | 39萬 | 2004年9月14日  | 日:2004年10月2日 台:2010年8月14日 重播: (台)2011年1月22日 2011年4月6日                                                          | |
| 2       | 澀谷 Ⅱ                                                                       |                  | 無                                          | 12人   | 60分鐘           | 60萬 |                | 日:2004年12月28日 台:2010年8月7日 重播: (台)2010年10月30日 2011年3月19日 2012年6月16日 2014年3月29日                            | |
| 3       | 江戶之町 櫪木縣日光市鬼怒川 日光江戶村Ⅰ                                      |                  | 無                                          | 8人    | 50分鐘           | 30萬 |                | 日:2006年4月1日 | 在日本「ザ・リアル」(THE REAL)内播出                                                               |
| 4       | 御台場Ⅰ                                                                      |                  | 無                                          | 9人    | 60分鐘           | 60萬 |                | 日:2006年9月27日 台:2010年8月21日 重播: (台)2011年1月29日 2011年4月20日                                                         | |
| 5       | 澀谷Ⅲ                                                                        |                  | 無                                          | 12人   | 60分鐘           | 108萬 |                | 日:2007年1月1日 台:2010年8月28日 重播: (台)2011年2月23日 2011年5月4日                                                           | |
| 6       | 長崎豪斯登堡Ⅰ                                                                |                  | 無                                          | 12人   | 80分鐘           | 96萬 | 2007年3月19日  | 日:2007年4月7日 | 第3與第6回為當時緯來日本台播逃走中時未曾播出的兩集                                                 |
| 7       | 預賽:有明體育館 決賽前半:御台場Ⅱ 決賽後半+額外獎金舞台:調色板城Ⅰ 東京江東區  |                  | 無                                          | 22人   | 100分鐘          | 200萬 |                | 日:2008年4月22日 台:2010年9月18日 重播: (台)2010年11月6日 2011年3月26日 2012年4月21日 2012年9月8日 2013年11月23日               | |
| 8       | 淺草 Ⅰ                                                                       |                  | 無                                          | 14人   | 60分鐘           | 54萬 |                | 日:2008年10月2日 台:2010年7月10日 重播: (台)2010年9月4日 2011年2月19日 2012年5月12日 2012年10月6日                              | 從此回開始導入開場遊戲(拉鎖鏈)                                                                     |
| 9       | 橫濱中華街 Ⅰ                                                                 |                  | 無                                          | 15人   | 70分鐘           | 84萬 | 2008年12月6日  | 日:2009年1月4日 台:2010年7月17日 重播: (台)2010年10月23日 2011年3月5日 2012年6月2日 2014年3月8日                                | |
| 10      | 池袋                                                                         |                  | 無                                          | 22人   | 115分鐘          | 105萬 | 2009年3月8日   | 日:2009年4月2日 台:2010年7月31日 重播: (台)2010年10月16日 2011年4月23日 2012年9月15日 2013年11月30日 2014年1月12日              | |
| 11      | 上野 Ⅰ                                                                       |                  | 無                                          | 14人   | 70分鐘           | 54萬 |                | 日:2009年7月2日 台:2010年7月24日 重播: (台)2010年9月11日 2011年3月12日 2012年6月9日 2014年3月15日                               | |
| 12      | 大阪環球影城                                                                 |                  | 無                                          | 15人   | 80分鐘           | 96萬 |                | 日:2009年9月26日 台:2010年9月25日 重播: (台)2011年1月2日 2011年4月16日 2012年4月28日 2012年10月20日 2013年12月8日               | 從此回開始以16:9畫面播出任務、通知、及規則說明(日本)                                               |
| 13      | 櫪木縣日光市鬼怒川 日光江戶村Ⅱ                                               |                  | 江戶篇                                      | 16人   | 90分鐘           | 84萬 |                | 日:2009年11月3日 台:2010年10月2日 重播: (台)2011年2月12日 2011年6月11日 2012年5月5日 2012年10月13日 2013年12月21日              | 從此回開始在劇情橋段以16:9畫面播出(日本)                                                           |
| 14      | 王國 長崎豪斯登堡Ⅱ                                                           |                  | 王國中的逃走者                              | 19人   | 90分鐘           | 108萬 | 2010年2月12日  | 日:2010年3月24日 台:2011年5月7日 重播: (台)2011年9月24日 2012年2月4日                                                           | |
| 15      | 沖繩縣那霸市國際通                                                           |                  | 消失的黃金招福獅                            | 18人   | 90分鐘           | 128萬 | 2010年3月25日  | 日:2010年5月18日 台:2011年4月2日 重播: (台)2011年6月25日 10月29日                                                               | |
| 16      | 平安之都 岩手縣奧州市江刺區 江刺藤原之鄉Ⅰ                                    |                  | 日本昔話                                    | 19人   | 90分鐘           | 108萬 | 2010年5月12日  | 日:2010年6月27日 台:2011年2月5日 重播: (台)2011年5月28日 2011年10月1日 2012年5月19日 2012年10月27日 2014年1月4日                | Galaxy獎 2010年6月度月間授獎 日本最高收視紀錄                                                      |
| 17      | 夜晚的遊樂園 富士急高原樂園Ⅰ                                                 |                  | 被詛咒的遊樂園                              | 18人   | 80分鐘           | 96萬 |                | 日:2010年8月28日 台:2011年4月9日 重播: (日)2011年2月19日 (台)2011年7月2日 2011年11月26日                                        | 從此回開始整個節目以16:9畫面播出(日本)                                                             |
| 18      | 忍者村 千葉縣印旛郡榮町 房總之村Ⅰ                                            |                  | 信長與忍者村                                | 20人   | 120分鐘          | 216萬 | 2010年9月6日   | 日:2010年10月10日 台:2011年6月4日 重播: (台)2011年11月5日 2012年2月11日                                                         | 在日本，該節目開播以來首個3小時節目                                                                |
| 19      | 明治時代街道 愛知縣犬山市 博物館明治村                                       |                  | 激動明治大事變                              | 18人   | 80分鐘           | 96萬 | 2010年10月27日 | 日:2010年11月23日 台:2011年5月21日 重播: (日)2011年3月18日 (台)2011年9月17日 2011年12月17日                                     | 從此回開始變更開場遊戲(擲骰子)                                                                     |
| 20      | 彌生時代的某個國家 佐賀縣神埼區吉野鎮 吉野里歷史公園                         |                  | 卑彌呼傳說                                  | 16人   | 90分鐘           | 108萬 | 2010年12月8日  | 日:2011年1月16日 台:2011年10月22日 重播: (日)2011年8月19日 (台)2012年2月18日 2012年5月26日                                      | |
| 21      | 卑彌呼樂園 讀賣樂園Ⅰ                                                         |                  | 暗殺總統計劃                                | 17人   | 90分鐘           | 108萬 | 2011年1月20日  | 日:2011年3月6日 台:2011年12月31日 重播: (台)2012年3月31日 2012年7月7日                                                          | 從此回開始節目版面變更(至今)                                                                       |
| 22      | 區域01 沖繩縣北谷町 美濱美國村Ⅰ                                              |                  | 逃走中第一回：獵人的誕生                    | 20人   | 130分鐘          | 276萬 | 2011年3月4日   | 日:2011年4月10日 台:2011年10月8日 重播: (日)2011年9月16日 (台)2012年1月14日 2012年9月22日                                       | 從此回開始節目標誌變更(至今)                                                                       |
| 23      | 童話王國 長崎豪斯登堡Ⅲ                                                       |                  | 白雪公主和野獸王子                          | 16人   | 90分鐘           | 108萬 | 2011年5月22日  | 日:2011年7月5日 台:2012年1月21日 重播: (日)2011年10月2日 (台)2012年4月7日 2013年11月9日                                         | |
| 24      | 江戶之町 千葉縣印旛郡榮町 房總之村Ⅱ                                          |                  | 被狙擊的獵人                                | 17人   | 80分鐘           | 132萬 |                | 日:2011年10月9日 台:2012年1月27日 重播: (台)2012年4月14日 2012年7月14日                                                         | |
| 25      | 巨大的購物中心 埼玉縣越谷市 永旺越谷湖城Ⅰ                                    |                  | 沉默的巨大迷宮 I:侵入者追縱                 | 17人   | 90分鐘           | 108萬 | 2011年10月22日 | 日:2011年12月20日 台:2012年7月21日 重播: (台)日本台2012年8月25日 2013年11月2日 2024年10月12日 綜合台2023年2月27日 2024年6月28日 | |
| 26      | 江戶之町 櫪木縣日光市鬼怒川 日光江戶村Ⅲ                                      |                  | 大江戶的灰姑娘                              | 17人   | 120分鐘          | 144萬 | 2011年11月10日 | 日:2012年1月8日 台:2012年7月28日 重播: (台)日本台2012年9月1日 2013月12月14日 2024年10月19日 綜合台2023年10月9日 2024年7月5日    | |
| 27      | 區域01 沖繩縣北谷町 美濱美國村Ⅱ                                              |                  | 最後的任務                                  | 17人   | 120分鐘          | 99萬 | 2012年2月17日  | 日:2012年4月8日 台:2012年8月4日 重播: (台)2013年12月28日 2014年2月8日                                                           | |
| 28      | 鬼島 岩手縣奧州市江刺區 江刺藤原之鄉Ⅱ                                        |                  | 新桃太郎傳說～奪回鬼島～                    | 16人   | 120分鐘          | 150萬 | 2012年5月24日  | 日:2012年7月3日 台:2013年4月7日 重播: (台)日本台2014年1月18日 2024年10月26日 綜合台2024年2月14日 2024年7月12日                  | |
| 29      | 巨大的購物中心 埼玉縣越谷市 永旺越谷湖城Ⅱ                                    |                  | 沉默的巨大迷宮2: 拯救員工                   | 16人   | 90分鐘           | 108萬 | 2012年7月5日   | 日:2012年8月28日 台:2013年2月8日 重播: (台)日本台2013年11月16日 2014年4月12日 綜合台2023年2月27日 2024年2月14日 2024年7月19日   | |
| 30      | 赤坂村・青山村 千葉縣印旛郡榮町 房總之村Ⅲ                                    |                  | 禁斷之戀與財寶村 ~羅密歐與茱麗葉~           | 17人   | 120分鐘          | 144萬 | 2012年8月20日  | 日:2012年10月7日 台:2013年2月13日 重播: (台)日本台2014年1月25日 2024年11月2日 綜合台2024年7月26日                               | 在日本，與全員戰鬥中進行連續兩週播出 從此回開始至第42回變更開場遊戲(體內計時)                      |
| 31      | 區域21 東京都府中市 東京競馬場                                               |                  | 逃走中Ultimate (究極逃走中)                 | 30人   | 70分鐘           | 不適用 | 2012年11月28日 | 日:2013年1月6日 台:日本台2013年9月21日 重播: (台)綜合台2021年2月14日 2022年2月3日 2022年9月10日 2023年1月19日                   | 在日本，連續兩週播出                                                                               |
| 32      | 區域21 東京都府中市 東京競馬場                                               | 60+分鐘          | 逃走中Ultimate (究極逃走中)                 | 30人   | 276萬            | 日:2013年1月13日 台:日本台2014年2月15日 重播: (台)綜合台2021年2月27日 2022年2月3日 2022年9月10日 2023年1月20日 | 2012年11月28日 | | 在日本，連續兩週播出                                                                               |
| 33      | 南之島 沖繩縣宇流麻市 濱比嘉島                                               |                  | 新浦島太郎物語 ～財寶箱與龍宮仙女的圈套～   | 17人   | 120分鐘          | 144萬 | 2013年2月17日  | 日:2013年4月14日 台:2014年2月3日 重播: (台)日本台2013年4月19日 綜合台2024年8月2日                                               | 在日本，與全員戰鬥中進行連續兩週播出                                                               |
| 34      | 明治時代的某個城鎮 北海道札幌市厚別區 開拓村                                 |                  | 最後的武士                                  | 18人   | 120分鐘          | 144萬 | 2013年7月24日  | 日:2013年9月29日 台:日本台2014年6月1日 重播: (台)綜合台2024年8月9日                                                             | |
| 35      | 平安之都 岩手縣奧州市江刺區 江刺藤原之鄉Ⅲ                                    |                  | 新竹取物語～輝夜姬夫人～                    | 18人   | 130分鐘          | 156萬 |                | 日:2014年1月5日 台:日本台2014年9月6日 重播: (台)綜合台2024年8月16日                                                             | |
| 36      | 區域01 沖繩縣北谷町 美濱美國村Ⅲ                                              |                  | 消滅獵人                                    | 22人   | 120分鐘          | 144萬 | 2014年1月28日  | 日:2014年4月6日 台:日本台2015年1月3日 重播: (台)綜合台2024年8月23日                                                             | |
| 37      | 白雪公主統治的國家 千葉縣印旛郡榮町 房總之村Ⅳ                                |                  | 白雪公主和七位武士                          | 18人   | 130分鐘          | 113萬3800 | 2014年5月11日  | 日:2014年7月6日 台:2015年2月22日                                                                                                | 在日本，與全員戰鬥中進行連續兩週播出                                                               |
| 38      | 現代區 茨城縣筑波市 研究學園、iias商場 江戶區 櫪木縣日光市鬼怒川 日光江戶村Ⅳ |                  | 超時空決戰 逃走中十周年紀念                 | 20人   | 90分鐘 (個人賽)  | 108萬 | 2014年8月8日   | 日:2014年9月28日 台:2015年2月27日 重播: (台)2015年4月18日                                                                       | 逃走中開播十周年 兩區域同時舉行 在日本，連續兩週播出                                               |
| 39      | 現代區 茨城縣筑波市 研究學園、iias商場 江戶區 櫪木縣日光市鬼怒川 日光江戶村Ⅳ | 90分鐘 (團體賽)  | 超時空決戰 逃走中十周年紀念                 | 20人   | 200萬            | 日:2014年10月5日 台:2015年4月3日                                                                               | 2014年8月8日   | | 逃走中開播十周年 兩區域同時舉行 在日本，連續兩週播出                                               |
| 40      | 區域01 沖繩縣北谷町 美濱美國村Ⅳ                                              |                  | 誘惑之門                                    | 20人   | 120分鐘          | 144萬 | 2015年1月25日  | 日:2015年3月15日 | |
| 41      | 前半:御台場Ⅲ 後半:台場城東京Ⅰ                                                |                  |                                             | 22人   | 130分鐘          | 156萬 | 2015年5月20日  | 日:2015年7月19日 | 與帥呆了！合作                                                                                     |
| 42      | 江戶之町 千葉縣印旛郡榮町 房總之村Ⅴ                                          |                  | 大江戶英雄 ～和偉人們一起奔跑吧～           | 20人   | 140分鐘          | 168萬 | 2015年11月4日  | 日:2015年11月29日 | |
| 43      | 動物島 橫濱·八景島海島樂園Ⅰ                                                  |                  | 攻略動物島！                                | 16人   | 100分鐘 (雙人賽) | 60萬 | 2016年9月      | 日:2016年10月9日 | |
| 44      | 調色板城Ⅱ (復活任務:台場城東京Ⅱ)                                             |                  | 海賊魯夫和恐怖的獵人                        | 16人   | 90分鐘           | 108萬 | 2017年6月21日  | 日:2017年8月6日 重播: (日)2018年1月5日                                                                                          | 與ONE PIECE合作                                                                                    |
| 45      | 横濱中華街Ⅱ                                                                  |                  | 橫濱中華街大決戰！                          | 16人   | 100分鐘          | 120萬 | 2017年11月22日 | 日:2018年1月6日 | 與七龍珠超合作                                                                                     |
| 46      | 上野Ⅱ·阿美橫町購物街                                                         |                  | 上野阿美橫妖怪傳說                          | 16人   | 100分鐘          | 90萬 | 2018年7月20日  | 日:2018年9月2日 重播: (日)2021年8月28日                                                                                         | 從此回到第51回，在遊戲結束後給確保者額外任務（在日本，僅在部分地區播出）                           |
| 47      | 東京生物大學 東京·大正大學                                                   |                  | 獵人和進擊的恐龍                            | 16人   | 100分鐘          | 60萬 | 2018年11月9日  | 日:2019年1月5日 重播: (日):2019年11月16日 2020年10月11日                                                                        | |
| 48      | 東京晴空塔                                                                   |                  | 逃走中15周年紀念！ 與50周年的海螺小姐合作SP | 17人   | 90分鐘           | 156萬 | 2019年10月9日  | 日:2019年11月23日 | 逃走中開播15周年 與開播50周年的海螺小姐合作 節目首次開放一般參賽者出賽                             |
| 49      | 東京·LaLaport豐洲                                                            |                  | ONE TEAM VS 新型獵人                        | 18人   | 90分鐘           | 108萬 | 2019年11月28日 | 日:2020年1月5日 重播: (日)2020年8月29日                                                                                         | |
| 50      | 前半:調色板城Ⅲ 後半:AQUA CiTY台場 DECKS東京Beach                             |                  | 盛夏的獵人大陸                              | 20人   | 140分鐘          | 117萬 | 2020年7月19日  | 日:2020年8月30日 重播: (日)2021年1月2日                                                                                         | 從此回開始，因新冠疫情，所有登場獵人皆戴上口罩及手套                                               |
| 51      | 橫濱·八景島海島樂園Ⅱ                                                         |                  | 獵人與鋼鐵魔神                              | 20人   | 130分鐘          | 78萬 | 2020年9月3日   | 日:2020年10月11日 重播: (日)2021年4月3日                                                                                        | |
| 52      | 讀賣樂園Ⅱ                                                                    |                  | 迎戰獵人                                    | 20人   | 130分鐘          | 78萬 | 2020年11月26日 | 日:2021年1月2日 重播: (日)2021年5月1日                                                                                          | 節目再次開放一般參賽者出賽 在日本，與千鳥GP新春合體5小時特別篇內於前半部分播出                     |
| 53      | 富士急高原樂園Ⅱ                                                              |                  | 櫻桃小丸子真人版大捜索指令                  | 20人   | 130分鐘          | 174萬 | 2021年2月18日  | 日:2021年4月4日 重播: (日)2021年12月30日                                                                                        | 與櫻桃小丸子合作 從此回開始，於遊戲結束後播出節目花絮(在日本，僅限部分地區播出)                    |
| 54      | 川崎競馬場                                                                   |                  | 日本兒童節4小時特別篇 攻略新遊戲!           | 20+9人 | 140+50分鐘       | 168萬 | 2021年3月24日  | 日:2021年5月5日 | 節目開播以來首個4小時特別篇 「CHRONOS」及「JUMP!○○中」內播出的「密告中」後睽違13年以「新遊戲」復活 |
| 55      | 前半: 調色板城Ⅳ 後半: 台場城東京Ⅲ                                            |                  | ONE PIECE100卷紀念合作特別篇 魯夫与黄金秘宝 | 16人   | 80分鐘           | 114萬 | 2021年7月15日  | 日:2021年9月5日 | 再度與ONE PIECE合作(紀念發行單行本100巻刊行) 節目三度開放一般參賽者出賽                            |
| 56      | 巨大的購物中心 埼玉縣越谷市 永旺越谷湖城Ⅲ                                    |                  | 日本元旦3小時特別篇 美女、猎人与野兽        | 21人   | 130分鐘          | 150萬 | 2021年11月11日 | 日:2022年1月1日 | |
| 57      | 御殿場 Premium Outlet                                                        |                  | 獵人與冒牌獵人                              | 21人   | 130分鐘          | 78萬 | 2022年2月1日   | 日:2022年3月20日 | |
| 58      | 初島                                                                         |                  | 登陸！猛獸之島                              | 20人   | 130分鐘          | 78萬 | 2022年7月13日  | 日:2022年8月28日 | |
| Netflix | 長崎豪斯登堡Ⅳ                                                                |                  | 全員逃走中                                  | 29人   | 200分鐘          | 504万 | 2022年5月24日  | 全球:2022年11月15日 | Netflix獨家上架                                                                                    |
| 59      | 御台場Ⅳ                                                                      |                  | 跨年夜特別篇 御台場大決戰！                 | 31人   | 180分钟          | 252万 | 2022年11月8日  | 日:2022年12月31日 | 節目開播以來史上最長(7小時)                                                                        |
| 59      | 富士电视台 Ⅰ                                                                 |                  | 现场逃走中(LIVE)                            | 7人    | 30分钟           | 90万 |                | 日:2022年12月31日 | 節目開播以來史上最長(7小時)                                                                        |
| 60      | 橫濱·八景島海島樂園Ⅲ                                                         |                  | 逃走中×逃走中 THE GREAT MISSION SP          | 19人   | 130分鐘          | 80萬6853 | 2023年2月15日  | 日:2023年4月9日 | 與逃走中 THE GREAT MISSION合作                                                                     |
| 61      | 巨大的購物中心 千葉美濱區 永旺夢樂城幕張新都心Ⅰ                              | 千鳥VSかまいたち | FNS27時間TV SP 千鸟隊VS釜橘隊               | 33人   | 140分鐘          | 84萬 + 200萬                                                                                                   | 2023年5月28日  | 日:2023年7月23日 | 與千鳥妖人禪與FNS27之日合作                                                                        |
| 62      | 横濱中華街Ⅲ                                                                  |                  | 獵人和貪婪之王                              | 19人   | 120分鐘          | 115萬8900 | 2023年7月26日  | 日:2023年9月10日 | 獵人拿掉口罩及手套，睽違3年首次露臉                                                                |
| 63      | 御台場Ⅴ                                                                      |                  | 御台場复仇者                                | 31人   | 160+15分鐘       | 216萬 | 2023年11月2日  | 日:2023年12月31日 | 獵人戴回口罩                                                                                       |
| 63      | 富士电视台Ⅱ                                                                  |                  | 现场逃走中(LIVE)                            | 10人   | 40分钟           | 120万 |                | 日:2023年12月31日 | |
| 64      | 淺草 Ⅱ                                                                       |                  | 猎人与浅草的伙伴                            | 19人   | 130分鐘          | 156萬 | 2024年2月14日  | 日:2024年4月7日 | |
| 65      | 山梨縣甲斐市日本航空高等學校 Ⅰ                                               |                  | FNS逃走中 逃走中 × 新钥匙 SP                | 31人   | 140分鐘          | 204萬 | 2024年5月20日  | 日:2024年7月21日 重播: (日)2024年11月24日                                                                                       | 再度與FNS27之日合作                                                                                |
| 66      | 巨大的購物中心 千葉美濱區 永旺夢樂城幕張新都心Ⅱ                              |                  | 獵人与18名奥运金牌得主                      | 29人   | 170分鐘          | 102萬 | 2024年11月10日 | 日:2024年12月31日 | |
| 67      | 富士急高原樂園Ⅲ                                                              |                  | 黄金二人组                                  | 20人   | 130分鐘          | 78萬 | 2025年3月      | 日:2025年5月4日 | |

### 《》（真實/RealTimeProgram）
| 集數 | 地點                                          | 主題          | 節目時間      | 日本播放日期  | 台灣播放日期 |
| ---- | --------------------------------------------- | ------------- | ------------- | ------------- | ------------ |
| 1    | 廢棄學校+淺草                                 | 解除中+搜索中 | 30分鐘+30分鐘 | 2006年2月19日 | ☒            |
| 2    | 日光江戸村(Run for money逃走中第3回)+廢棄學校 | 逃走中+解除中 | 50分鐘+30分鐘 | 2006年4月1日  | ☒            |

### 《》（CHRONOS）
| 集數   | 地點                                           | 主題   | 遊戲時間 | 日本播放日期            | 台灣播放日期                                                                              |
| ------ | ---------------------------------------------- | ------ | -------- | ----------------------- | ----------------------------------------------------------------------------------------- |
| 1      | 富士急高原樂園                                 | 逃走中 | 60分鐘   | 2007年4月23日           | 2010年11月13日，2011年2月26日、06月18日、2012年6月30日、2014年3月22日重播                 |
| 2、3   | 長崎豪斯登堡                                   | 密告中 | 60分鐘   | 2007年4月30日、05月7日  | 2010年11月20日，2011年3月2日(週三)、08月23日(週二)重播                                    |
| 4      | 廢棄醫院（富士急高原樂園中的「超・戰慄迷宮」） | 解除中 | 30分鐘   | 2007年5月14日           | 2010年12月11日，2011年4月27日(週三)、05月14日、2012年3月3日重播                           |
| 5、6   | 尚美學園大學                                   | 逃走中 | 60分鐘   | 2007年5月21日、05月28日 | 2010年11月27日，2011年3月9日(週三)、05月18日(週三)重播                                    |
| 7、8   | 古城（大理石城堡村洛克哈特）                   | 密告中 | 60分鐘   | 2007年6月4日、06月11日  | 2010年12月4日，2011年3月16日(週三)重播                                                    |
| 9      | 全員逃走中工作室                               | 討論中 | 30分鐘   | 2007年6月18日           | 2010年12月25日，2011年11月29日(週二)重播                                                  |
| 10、11 | 日光江戶村                                     | 逃走中 | 60分鐘   | 2007年6月25日、07月2日  | 2010年12月11日，2011年3月23日(週三)、05月14日、11月8日(週二)、2012年3月3日重播            |
| 12     | 廢校（日本初等學校）                           | 護衛中 | 30分鐘   | 2007年7月23日           | 2011年1月15日，07月9日、11月29日(週二)、2012年3月10日重播                                 |
| 13     | 東京都府中市府中森林公園                       | 逃走中 | 70分鐘   | 2007年8月6日            | 2010年12月18日，2011年4月30日、09月10日重播                                               |
| 14、15 | 遊樂園（東京都文京區後樂・東京巨蛋城）         | 密告中 | 60分鐘   | 2007年8月13日、08月20日 | 2010年12月25日，2011年3月30日(週三)、11月15日(週二)重播                                   |
| 16     | 廢棄醫院（東京都涉谷區・玉井工作室初台醫院）   | 潛伏中 | 30分鐘   | 2007年8月27日           | 2011年1月22日                                                                             |
| 17、18 | 城下町（茨城縣筑波市市中心・江戶經站）         | 護衛中 | 60分鐘   | 2007年9月3日、09月10日  | 2011年1月15日，04月14日(週三)、07月9日、08月30日(週二)、11月22日(週二)、2012年3月10日重播 |
| 19     | 古城（大理石城堡村洛克哈特）                   | 解除中 | 30分鐘   | 2007年9月17日           | 2011年1月29日，04月27日(週三)重播                                                         |
| 20     | 古城（大理石城堡村洛克哈特）                   | 生還中 | 30分鐘   | 2007年9月24日           | ☒                                                                                         |

### 《》（JUMP!○○中）
這是由“JUMP！○○中”播出的逃走中是，看到這裡。
| 集數 | 地點                                     | 主題                        | 節目時間         | 製作小組 | 日本播放日期   | 台灣播放日期                                                              |
| ---- | ---------------------------------------- | --------------------------- | ---------------- | -------- | -------------- | ------------------------------------------------------------------------- |
| 1    | 東京・台場+<JUMP!○○中>攝影棚             | 逃走中+生態調查中第1回      | 60分鐘（逃走中） | +舊『』  | 2007年10月17日 | 2011年7月16日，11月12日、2012年3月24日重播                                |
| 2    | <JUMP!○○中>攝影棚                        | 生態調查中第2回（未完待續） | 未提供           | 舊『』   | 2007年10月24日 | ☒                                                                         |
| 3    | 大阪環球影城                             | 逃走中                      | 55分鐘           |          | 2007年10月31日 | 2011年8月6日，12月24日重播                                                |
| 4    | 東京都世田谷區・下北澤+<JUMP!○○中>攝影棚 | 挑戰中+生態調查中第2回      | 24分鐘（挑戰中） | 舊『』   | 2007年11月7日  | ☒                                                                         |
| 5    | 大理石城堡村洛克哈特                     | 密告中                      | 60分鐘           |          | 2007年11月21日 | 2011年8月13日，12月24日重播                                               |
| 6    | <JUMP!○○中>攝影棚                        | 生態調查中第3回             | 未提供           | 舊『』   | 2007年12月12日 | ☒                                                                         |
| 7    | 富士急高原樂園+<JUMP!○○中>攝影棚         | 逃走中+執筆中第1回          | 60分鐘（逃走中） | +舊『』  | 2007年12月19日 | 2011年7月23日，12月3日、2012年3月17日重播                                 |
| 8    | <JUMP!○○中>攝影棚                        | 生態調查第4回+執筆中第2回   | 未提供           | 舊『』   | 2008年1月9日   | ☒                                                                         |
| 9    | 東京巨蛋                                 | 密告中                      | 60分鐘           |          | 2008年1月16日  | 2011年8月20日，12月10日重播                                               |
| 10   | <JUMP!○○中>攝影棚                        | 生態調査中第5回（未完待續） | 未提供           | 舊『』   | 2008年1月23日  | ☒                                                                         |
| 11   | 茨城縣築波市市中心・江戶經站             | 護衛中                      | 60分鐘           |          | 2008年1月30日  | 2011年8月27日                                                             |
| 12   | 東京都武藏野市・吉祥寺+<JUMP!○○中>攝影棚 | 挑戰中+生態調査中第5回      | 24分鐘（挑戰中） | 舊『』   | 2008年2月6日   | ☒                                                                         |
| 13   | 長崎豪斯登堡                             | 逃走中                      | 70分鐘           |          | 2008年2月13日  | 2011年7月30日，11月19日、2012年2月27日(因應228連假調整至週一下午播出)重播 |
| 14   | <JUMP!○○中>攝影棚                        | 執筆中第3回                 | 60分鐘           | 舊『』   | 2008年2月20日  | 2011年10月15日                                                            |
| 15   | 東京都府中市府中森林公園                 | 逃走中                      | 60分鐘           |          | 2008年3月5日   | 2011年9月3日，12月10日重播                                                |
| 16   | <JUMP!○○中>攝影棚                        | 生態調查中第6回             | 未提供           | 舊『』   | 2008年3月12日  | ☒                                                                         |
| 17   | <JUMP!○○中>攝影棚                        | 生態調查中第7回             | 60分鐘           | 舊『』   | 2008年3月19日  | 2011年10月15日                                                            |

## 相關節目
逃走中・戦闘中事前番組（-第37回）
主に本放送1週間-2週間前の深夜に関東ローカルで放送。放送時間は15分-30分。本放送の逃走者紹介やエリア説明、ミニドラマ・クロノス社ドラマの見どころが紹介される。基本的には本編映像の一部とマーク大喜多によるナレーションで進行するが、第11回上野編の予告では「逃走前」としてアンガールズがMCとなり、出演者へのインタビューや鎖式オープニングゲームの体験を行った。
第25回「沈黙の巨大迷宮」編から第37回「白雪姫と七人の侍」編までは、事前番組放送の約2-3日後に事前番組が、第24回「狙われたハンター」編の放送前から第33回「新浦島太郎物語」編の放送前までは逃走者・プレイヤー全員が1-2人ずつゲームへの意気込みを語る「意気込み動画」がFODにて期間限定で無料配信されていた（FOD版は映像の一部再編集や音源のリミックスが行われていた）。
再放送
本放送1週間前の昼間もしくは深夜に宣伝を兼ねて過去回（前回放送だけでなく数年以上過去の回も放送される）が再放送される。また、第48回（第47回を再放送）では当該回出場権を賭けた一般参加者による予選会の模様を放送、第55回（第46回を再放送）では当該回で3度目の一般逃走者参加ということから過去に参戦した一般逃走者の活躍が紹介された。尚、放送時間や裏番組等の都合によりドラマパートや一部逃走者の部分はカットされて放送される。
逃走中でトーク番組やってみた。
第34回の放送を記念して関東ローカルに限り2013年9月14日 2:35-3:35に放送。逃走中に複数回出場しているゴリ（ガレッジセール）、澤部佑（ハライチ）、鈴木拓（ドランクドラゴン）、田中卓志（アンガールズ）、眞鍋かをりの5人で「逃走中のココがおいしい!」をテーマにそれぞれがプレゼンをしながらトークをし、相互投票で一番票を集めた人に逃走中・戦闘中グッズがプレゼントされた。進行は斉藤舞子（フジテレビアナウンサー）が担当している。
逃走中・戦闘中でトーク番組やってみた。2〜やりすぎでしょ!委員会〜
第35回及び戦闘中第6回の放送を記念して関東ローカルに限り2014年1月2日 3:40-4:40に放送。逃走中・戦闘中の出場経験がある大久保佳代子（オアシズ）、小籔千豊、斉藤慎二（ジャングルポケット）、澤部佑（ハライチ）、篠崎愛 (AeLL.)、田中卓志（アンガールズ）、藤本敏史 (FUJIWARA) の7人でトークを行う。進行は三上真奈（フジテレビアナウンサー）が担当している。
出演者の1人が告発者となり、メンバーの中から告発したい人を選び、逃走中・戦闘中内での言動で「これはやりすぎだろう」という事柄を告発。その是非についてトークを行う。議論終了後告発者と被告以外の5人による多数決で「やりすぎ」と判定された場合はその事について悔い改めてもらう。
逃走中直前SP〜真夜中の男子会〜
第36回の放送を控え、関東ローカルで2014年3月30日 4:00-5:00に放送。事前番組同様本放送の説明と、田中卓志（アンガールズ）、吉村崇（平成ノブシコブシ）、高橋茂雄（サバンナ）の3人が、番組が用意した居酒屋での男子会を行いつつ、逃走中攻略のために必要な「想像力」を養ってもらうため、訪れた客がどんな人物かを想像してトークした模様が放送された。説明パートも含め、ナレーションは渡辺和洋（フジテレビアナウンサー）が担当している。
なお、翌31日 3:05-3:35には別途事前番組が放送されている。
逃走中15周年記念プロジェクトSP
第48回放送を控え、さらに放送開始15周年を記念して、関東ローカルで2019年9月14日 1:15-1:45に放送。次回放送の逃走者一般募集の告知と過去の逃走中の名場面をランキング形式で放送した。また、8月13日に行われた15周年記念プロジェクトの発表会の一部分も放送され、番組内でもベテランの田中卓志（アンガールズ）とHIKAKINの次回参戦決定がアナウンスされた。

## 線上配信與DVD
一部の回についてはFODでネット配信がされており、有料でいつでも視聴することが可能である　第15回からBGMは一部放送版に変わった。第33回から追跡BGMがDVD版に変わった。第42回のみ追跡BGMが全員逃走中版に変更。（第50回〜第54回は期間限定での無料配信のみ。『戦闘中』も含む）
DVDには特典映像としてゲーム前のエリア内下見・確保直後の逃走者のコメント・牢獄トーク・逃走成功者の様子など、テレビでは放送されなかったシーンが収録されている。また8巻以降からはその回のドラマパートの完全版が収録されている。
DVD版では、本放送時に使用されたBGMは著作権の都合上ほぼ全てリミックスされるか別の曲に差し替えられており、映像の差し替え・カット等も存在する。FOD版も基本的にDVD版と同様であるが、一部の回では本放送時と同じBGMが使われている箇所も存在する。

## 工作人員
※第55回放送終了時点
- 編成企画・企画：高瀬敦也（第1回 ‐ 第37回）・大辻健一郎（第1回のみ）→石川綾一（第38回 - 第42回）→渡辺恒也（第45回 - ）
- 監修: 秋永真吾（トップシーン　第46回 - ）
- 構成：鈴木雅貴、渡邊勇徳（第10回 - ）、廣田勇人（第7回のみ「ヒロタ」名義）、石原大二郎（第14回 - 不明、第42回 - ）
  - （過去…草場滋（代表・第7回以外）、大草芳樹、マツピロ（高橋マツピロ）、森一盛、守口悠介（第37回-第39回 ））

- リサーチ（第2回のみ）：廣田勇人、大草芳樹
- ブレーン（第7回、第9回 - ）：草場滋（第9回 - ）、森一盛（第10回・第11回以外）
- ナレーター：マーク・大喜多
- テクニカルプロデューサー：平山彰（共同テレビジョン、 以前はTD）
- テクニカルディレクター：清水貴能（共同テレビジョン、以前はカメラ）
- VE（第1回 - 第6回）：宮本篤史、島村尚、田中信幸
- カメラ：福島英洋→清水貴能（共同テレビジョン）、谷口敦俊（東通→TACT）、山田充弘、所真沙樹
- 美術：馬場啓友→吉良久仁子
- 美術進行→アートコーディネーター：安楽信行→平山雄大
- 美術デザイナー：本間光一→今長和宏
- タイトル（第3回のみ）：鈴木健
- 編集：永田雅士、佐藤豊（映像通信）、石鍋孝敏
  - （過去…菅野邦大、北澤孝司、小松騎士、山内奏（映像通信））

- MA：民幸之助→辛榮勲→高橋正敏（映像通信）
- 音響効果：佐藤卓嗣 (278)
- VFX（第5回 - 第7回）：萩原典隆
- CG：高村克也（オドロキ→ODOROKI）→Vision→Great Internasional（第16回 - 第42回）→キャニットジー(第43回 - )
- システム（エンジニア）：吉川優
- メイク：川崎香子→中村美香→TATSU
- スタイリスト：田中洋子→白髪英里
- 車両：堀田政之→田中龍一
- 技術協力：共同テレビジョン、fmt、TACT、ビデオスタッフ、ジャパンエニックス、メディア・リース、映像通信、BRAIZE、東京オフラインセンター
  - （過去…八峯テレビ、東通、イマジカ、不二技術研究所、朝日航洋株式会社（以前は空撮協力）、ヂィーフィル、ナイキ、バスク、マルチバックス、FLT…等）

- 美術協力：フジアール
- 協力：PKシアター （页面存档备份，存于）、KDDI、京北サービス、コミーツーリスト、トップシーン、R-1、ジャンプコーポレーション、ロジックエンターテインメント
- 広報：亀山哲生（フジテレビ）（過去…定岡高子→小中ももこ→鈴木麻衣子→清田美智子→高橋慶哉（いずれもフジテレビ））
- スーパーバイザー（第6回のみ）：秋永真吾（トップシーン）
- TK：岡田紗代子→高橋理恵子→山本美衣→盛山潮里
- アシスタントディレクター：金橋樹里、泉勇人、柄本昌太
  - 過去…山川泰一、速水学、爪生夏美、池山史佳、柏原久美子、今泉翔太、池山喜勇、平山顕大、瀧澤卓

- アシスタントプロデューサー：香川かおり、石橋裕子
  - （過去…菅田雄一、渡辺未生、山下直美、吉永紗弥子、中嶋香り）

- ディレクター：山川泰一、赤平卓、宇都竜太、水上雄一朗、萩原正雄、井上侑也
  - （過去…横森敦、岩田明之、速水学、瀧澤卓、中村秀和、庄司裕暁、佐藤一輝）

- 演出：佐藤一輝(第50回 - )
  - 過去…横森敦（第6・14回 - 第49回)

- 総合演出：瀧澤卓（第51回 - ）
  - 過去…秋永真吾（トップシーン　第0回-第45回まで）庄司裕暁（第46回 - 第50回）

- プロデューサー：加藤大（FCC、第43回 - ）
  - 過去…大川友也（フジテレビ、第43回 - 第46回）、鈴木正人（FCC、第1回 - 第39回）

- チーフプロデューサー：笹谷隆司（FCC、第43回 - 、第42回まではプロデューサー）
  - 過去…小仲正重（フジテレビ、第43回 - 第46回）、飯村徹郎（フジテレビ、第47回 - 第49回）

- 制作協力：FCC
- 制作：フジテレビ編成局制作センター第二制作室（第44回、第43回は制作局第二制作センター）
- 制作著作：フジテレビ

〈ドラマ制作スタッフ〉（第15回 - ）
- 監督：小林和弘（第15回）、西浦匡規（第16回）
- 助監督：朝比奈陽子（第15回）、小林和弘（第16回）
- 撮影：福澤亮介（第15回）、東田博史（第16回）
- 音声：黒田啓介（第15回）、権田博（第16回）
- 照明：阿倍慶二（第15回）、金子徹（第16回）
- VE：藤本伊知郎（第15回）、白倉孝雄（第16回）
- 美術進行：山口貴章

## 節目素材及後續效應

### 音樂
因為《全員逃走中》中使用的音樂相當多元，
所以只列此節目使用頻率多的音樂。
| 音樂                      | 出處                                                    | 場合                     | 其他                   | 播放地區   |
| ------------------------- | ------------------------------------------------------- | ------------------------ | ---------------------- | ---------- |
| Running One               | 電影《蘿拉快跑》Run Lola Run (1998)                     | 獵人追緝時               |                        | 日本       |
| Methods of Mayhem         | 專輯《Strange Planet》(2005)                            | 多在遊戲介紹及遊戲結束前 |                        | 日本       |
| Dies Irae                 | 專輯《Libera》 (1999)                                   | 逃走成功時               | Libera為一全男孩聲樂團 | 日本       |
| Sanctus                   | 專輯《Libera》 (1999)                                   | 逃走成功時               |                        | 日本       |
| oh my Lord （NSF-350-14） | 專輯《156-Chorus/Voice Harmony》 (2007、納什音樂圖書館) | 逃走成功時               |                        | 台灣       |
| General Hawk              | 電影《特種部隊：眼鏡蛇的崛起》(2009)原聲帶              | 任務完成時               |                        | 日本       |
| Death Of Col Yune         | 電影《機戰未來》(2005)原聲帶                            | 逃亡者發現獵人時         |                        | 日本、台灣 |
| The EGG and I             | 專輯《星際牛仔》 (1998)                                 | 在牢獄裡談話時           |                        | 日本、台灣 |

### 逃走中效應
由於逃走中的獵人外型冷酷，又兼具身高及速度的條件，引起很多人的注意，但節目單位，始終沒有正式的對外公開這些獵人的真實身份。然而已經有網友發現，幾位固定遊戲一開始就會登場的獵人，其實本身都是模特兒出身或是藝人，也有不少網友，以追星的心態來持續瞭解這幾位獵人的動向。
另外，網路上也已經出現很多模仿逃走中節目架構的影片，甚至引起日本色情影片廠商模仿。

### 收視率
《全員逃走中》擁有不俗的收視率，特別是在年輕觀眾群裡非常受歡迎。在深夜時份播出的首一至六集平均錄得7.6%的收視率，其中第五集的收視率高達12.3%，第六集時亦有11.7%。此外，2010年度「日本昔話」的15.8%、2011年度的「卑彌呼傳說」的15.6%、「第一集：獵人的誕生」的19%、「被狙擊的獵人」13.2%，在綜藝節目當中都是極高的收視率排行

## 衍生作品

### 电视动画
2022年12月31日，東映動畫宣布將綜藝節目《全員逃走中》改編為電視動畫並將其命名為《逃走中 THE GREAT MISSION》（逃走中 グレートミッション），於2023年4月2日開始播出。

#### 劇情概要
故事描述一個人類已經搬到月球居住的未來，月球殖民地中有一個由「克羅諾斯公司」製作的、受到人們熱烈追捧的大型生存遊戲『逃走中』，參賽者必須完成困難的任務，從追踪機器人「獵人」的追捕中逃脫，勝利者不僅可以獲得巨額獎金，還會成為少年們崇拜的對象、獲得超高的人氣。身手非凡的少年——戶村颯也，也像是被命運引導般踏進了他夢寐以求的『逃走中』的世界。來到空前壯麗的舞台上，颯也與其他逃亡者們將一起面對「獵人」的威脅和各種考驗，並開始全力奔跑！

#### 登場人物
戶村颯也（Tomura Souya）
配音：森久保祥太郎（日本）
本作男主角，認真刻苦的17歲少年，為了治療弟弟的疾病，他利用出色的體能化身搬運工。他夢想能獲得一筆巨款，於是挑戰了娛樂生存遊戲『逃走中』，並致力於實現最終的勝利。
戶村春（Tomura Haru）
配音：小林由美子（日本）
颯也的弟弟，聰明伶俐的14歲少年，他罹患肺病，大部分時間都待在床上，擅長解謎和拼圖遊戲，他的夢想是和颯也一起去看蔚藍的大海。
西洞院瑠奈（Nishinotouin Runa）
配音：井上麻里奈（日本）
四處尋找幸運的17歲少女，她出身自富裕的家庭，生活從未感受到匱乏，因此也感到相對無聊，於是決定參加『逃走中』來測試自己的運氣。她活潑開朗，對新事物充滿好奇心。
莫里斯·舒梅克（Morris Shoemaker）
配音：置鮎龍太郎（日本）
大型生存遊戲『逃走中』的28歲絕對王者，他擁有超人的身體素質和敏銳的判斷力，多次獲得逃走成功，是一位大明星。他擁有巨額財富和極高的人氣，是颯也崇拜的對象。
月村智（Tsukimura Satoshi）
配音：浪川大輔（日本）
「克羅諾斯公司」所屬的遊戲主持人，他負責設計『逃走中』每個階段的故事和任務，為了讓『逃走中』更加激烈，他經常觀察遊戲。
哈維斯特（Harvest）
配音：嶋村侑（日本）
引導颯也參加『逃走中』的神秘美女。她實際上是「克羅諾斯公司」的人，似乎正在各地尋找有能力的人來推廣『逃走中』……

#### 制作人员
- 原案：《全員逃走中》（富士电视台）
- 系列導演：貝澤幸男、暮田公平
- 劇本統籌：中山智博
- 人物原案：岡野剛
- 人物設定：大西陽一
- 美術監督：神綾香、秋山健太郎
- 美術設定：福田健二
- 3D劇組設定：田村正平
- 音樂：中川幸太郎
- 動畫製作：東映動畫
- 製作：富士电视台、读卖广告社、東映動畫

#### 片头曲
「Runaway World」（第1-97话）
主唱：Fhána
作詞：林英樹
作曲、編曲：佐藤純一
（日本古伦美亚）

#### 片尾曲
「Fly Away」（第1-12话）
主唱：AB6IX
作詞：Yu-ki Kokubo
作曲：Stand Alone、Yu-ki Kokubo、JUNE
（胜利娱乐）
「TOP SPEED」（第13-24话）
主唱：Wienners
作詞、作曲：玉屋2060%
「克己心」（第25-37话）
主唱：Mr.ふぉるて
作詞、作曲：稲生司
「Baddest Behavior」（第38-49话）
主唱：TEMPEST
作詞：藤林聖子
作曲：Phil Schwan、SOFTSERVEBOY、SQVARE
「ビリミ」（第50-62话）
主唱：ICEx
作詞：miyakei
作曲：大智、伊橋成哉、Suzzy
「大変でエスケープ(^o^)/」（第63-74话）
主唱：AXXX1S
作詞、作曲：玉屋2060%
「アドレナリンゲーム」（第75-85话）
主唱：高嶺のなでしこ
作詞：shito、Gom
作曲：shito
「自分キログラム」（第86-97话）
主唱：ALL IN
作詞、作曲：前山田健一

#### 各话列表
| 话数            | 日文标题 | 中文标题                                     | 脚本     | 分镜                       | 演出                  | 作画监督 | 總作画监督 | 美術              | 电视首播日期  |
| --------------- | -------- | -------------------------------------------- | -------- | -------------------------- | --------------------- | --- | ---------- | ----------------- | ------------- |
| 1               |          | 奔跑！命運的舞台                             | 中山智博 | 貝澤幸男                   | 川崎弘二              | 簾畑由實 | 真庭秀明   | 秋山健太郎        | 2023年 4月2日 |
| 2               |          | 拯救！謎之少女                               | 藤田伸三 | 暮田公平                   | 三木琴繪              | 川村敦子、館直樹                                                                                                 | 大西陽一   | 秋山健太郎        | 4月9日        |
| 3               |          | 阻止它！傳說中的破壞神                       | 中山智博 | 谷東                       | 中島啟太郎 羽多野浩平 | 、 | 金久保典江 | 秋山健太郎        | 4月16日       |
| 4               |          | 成功吧！約定的達陣                           | 井上手手 | 川崎弘二                   | 川崎弘二              | 奈須川充、權容祥、金澤龍                                                                                         | 石橋大輔   | 秋山健太郎        | 4月23日       |
| 5               |          | 攀登吧！拼死的復活任務                       | 福嶋幸典 | 鈴木正男                   | 小松由依              | 中野彰子 | 大西陽一   | 神綾香            | 4月30日       |
| 6               |          | 傳達到吧！少女的心願                         | 藤田伸三 | 宮元宏彰                   | 宮元宏彰              | 簾畑由實、川村敦子、館直樹、 二階堂渥志、澤木巳登理                                                              | 香川久     | 神綾香            | 5月7日        |
| 7               |          | 打倒希布拉！澀谷最終決戰                     | 中山智博 | 暮田公平 貝澤幸男          | 野呂彩芳              | 直井正博、北野幸廣                                                                                               | 金久保典江 | 神綾香            | 5月14日       |
| 8               |          | 新舞台開幕！面具的男子                       | 中山智博 | 角銅博之                   | 角銅博之              | 北野幸広 | 石橋大輔   | 秋山健太郎 神綾香 | 5月28日       |
| 9               |          | 風雲！復活的霸王信長                         | 藤田伸三 | 柳屋圭宏                   | 柳屋圭宏              | 、 | 大西陽一   | 神綾香            | 6月4日        |
| 10              |          | 魔劍！嗤笑的劍客小次郎                       | 山口宏   | 谷東                       | 松川朋弘              | 遠藤里蘭、藤彩七、tofu、 中野彰子、館直樹                                                                        | 二階堂渥志 | 神綾香            | 6月11日       |
| 11              |          | 復仇！無雙的二刀流武藏                       | 福島幸典 | 西森章                     | 羽多野浩平            | 奈須川充、佐藤敏明、川口弘明、 李少雷、鳥山冬美                                                                  | 香川久     | 神綾香            | 6月18日       |
| 12              |          | 迷惑！妖術畫師國芳                           | 佐藤壽昭 | 角銅博之                   | 角銅博之              | 徐易、富田惠里沙                                                                                                 | 石橋大     | 神綾香            | 6月25日       |
| 13              |          | 攻城！武士魔人啟動                           | 森地夏美 | 鈴木正男                   | 村山靖                | 仲條久美、淺沼昭弘、 岡辰也、酒井夏海                                                                            | 不適用     | 神綾香            | 7月2日        |
| 14              |          | 覺悟！決意的五郎太挺身而出                   | 吉高壽男 | 角銅博之                   | 中島啟太郎            | 直井正博、權容祥、金澤龍                                                                                         | 大西陽一   | 神綾香            | 7月9日        |
| 15              |          | 驚愕！信長怒濤的最終變形                     | 吉高壽男 | 川崎弘二                   | 川崎弘二              | 北野幸廣、洪範錫                                                                                                 | 二階堂渥志 | 神綾香            | 7月16日       |
| 16              |          | 激烈！信長對五郎太                           | 藤田伸三 | 髙戸谷一歩                 | 髙戸谷一歩            | 川村敦子、舘直樹、諸葛子敬                                                                                       | 浅沼昭弘   | 神綾香            | 7月30日       |
| 17              |          | 奔走！逃離魔界城                             | 中山智博 | 角銅博之                   | 角銅博之              | 富田惠里沙、魏旭龍、廖元慶                                                                                       | 石橋大輔   | 神綾香            | 8月6日        |
| 18              |          | 迷之逃走者 吉度                              | 中山智博 | 渡部穩寬                   | 谷東                  | 佐藤敏明、川口和弘、諸葛子敬                                                                                     | 大西陽一   | 神綾香            | 8月13日       |
| 19              |          | 霧中的謎團！開膛手傑克                       | 山口宏   | 中島豊                     | 村山靖                | 岡達也、洪範淑、阿井茂德                                                                                         | 浅沼昭弘   | 神綾香            | 8月20日       |
| 20              |          | 火焰的追逐！倫敦大追蹤                       | 山口宏   | 志田直俊                   | 小松由依              | Alejandro John Belen、 Eugene Ayson、Noel Añonuevo                                                               | 大西陽一   | 神綾香            | 8月27日       |
| 21              |          | 被盯上的美女！歌劇院之謎                     | 福嶋幸典 | 三塚雅人                   | 松川朋弘              | 中野彰子 | 浅沼昭弘   | 神綾香            | 9月3日        |
| 22              |          | 魔性的歌聲！泰晤士河的塞壬                   | 福嶋幸典 | 西森章                     | 柳屋圭宏              | 直井正博、洪範錫、宇代祐規                                                                                       | 諸葛子敬   | 神綾香            | 9月10日       |
| 23              |          | 吸血鬼的街道！乘上天亮時分的列車             | 森地夏美 | 中島豊                     | 三木琴絵              | 佐藤敏明、川口弘明、 川村敦子、舘直樹                                                                            | 大西陽一   | 神綾香            | 9月17日       |
| 24              |          | 襲來的暗影！古城的幽靈                       | 吉高寿男 | 角銅博之                   | 村山靖                | 岡辰也 | 浅沼昭弘   | 神綾香            | 9月24日       |
| 25              |          | 紅色伯爵 不死之身的德古拉                    | 吉高寿男 | 角銅博之                   | 角銅博之              | 冨田恵里沙、徐易、浅沼昭弘、 洪範錫、諸葛子敬                                                                    | 石橋大輔   | 神綾香            | 10月1日       |
| 26              |          | 名偵探春！彌諾陶斯的陷阱                     | 森地夏美 | 志水淳児                   | 志水淳児              | 北野幸広、權容祥、金澤龍                                                                                         | 大西陽一   | 神綾香            | 10月8日       |
| 27              |          | 發光的眼睛 擊敗美杜莎吧！                    | 中山智博 | 川崎弘二                   | 川崎弘二              | 中野彰子 | 諸葛子敬   | 神綾香            | 10月15日      |
| 28              |          | 混亂的迷宮 背板者是誰？！                    | 中山智博 | 宮元宏彰                   | 宮元宏彰              | 二階堂渥志、仲條久美                                                                                             | 香川久     | 神綾香            | 10月22日      |
| 29              |          | 黑幕現身 潛入！暗之研究所                    | 山口宏   | 髙戸谷一歩                 | 髙戸谷一歩            | 佐藤敏明、川口弘明、川村敦子                                                                                     | 浅沼昭弘   | 神綾香            | 10月29日      |
| 30              |          | 死鬥！倫敦之戰                               | 山口宏   | 小松由依                   | 小松由依              | Alejandro John Belen、 Eugene Ayson、Noel Añonuevo                                                               | 大西陽一   | 神綾香            | 11月5日       |
| 31              |          | 再見了倫敦！在霧都逃到最後                   | 中山智博 | 三塚雅人                   | 村山靖                | 岡辰也 | 諸葛子敬   | 神綾香            | 11月12日      |
| 32              |          | 颯也再出發！賈斯丁的秘密舞臺                 | 中山智博 | 角銅博之                   | 角銅博之              | 浅沼昭弘 | 不適用     | 神綾香            | 11月19日      |
| 33              |          | 灼熱！沙漠中的魔法王國                       | 福嶋幸典 | 中島豊                     | 谷東                  | 奈須川充、洪範錫                                                                                                 | 大西陽一   | 神綾香            | 11月26日      |
| 34              |          | 恐怖！充斥木乃伊的街道                       | 福嶋幸典 | 志田直俊                   | 松川朋弘              | 佐藤敏明、川口弘明、北野幸広                                                                                     | 二階堂渥志 | 神綾香            | 12月3日       |
| 35              |          | 解開石板的秘密！沙漠的浪漫                   | 福嶋幸典 | 中島啓太郎                 | 中島啓太郎            | 直井正博、山下梢、浅沼昭弘                                                                                       | 諸葛子敬   | 神綾香            | 12月10日      |
| 36              |          | 被抓走的琳伊拉！追擊砂之魔人拉穆爾！         | 森地夏美 | 柳屋圭宏                   | 柳屋圭宏              | 中野彰子 | 仲條久美   | 神綾香            | 12月17日      |
| 37              |          | 移動的迷宮 攻略阿努比斯的神殿！              | 吉高寿男 | 中島豊                     | 村山靖                | 岡辰也 | 大西陽一   | 神綾香            | 12月24日      |
| 38              |          | 明星覺醒！封印阿努比斯吧                     | 吉高寿男 | 角銅博之                   | 角銅博之              | 浅沼昭弘 | 不適用     | 神綾香            | 2024年 1月7日 |
| 39              |          | 淘汰任務！佩塔的背叛                         | 中山智博 | 川崎弘二                   | 川崎弘二              | 奈須川充、權容祥、金澤龍                                                                                         | 大西陽一   | 神綾香            | 1月14日       |
| 40              |          | 敵人是誰？！決鬥島魔法對決！                 | 山口宏   | 志水淳児                   | 志水淳児              | 川村敦子、洪範錫、舘直樹                                                                                         | 二階堂渥志 | 神綾香            | 1月21日       |
| 41              |          | 邪神覺醒！法老的覺醒！                       | 山口宏   | 角銅博之                   | 前屋俊広              | 佐藤敏明、川口弘明、 市川吉幸、洪範錫                                                                            | 諸葛子敬   | 神綾香            | 1月28日       |
| 42              |          | 琳伊拉的願望...打倒！法老究極體              | 山口宏   | 三木琴絵                   | 三木琴絵              | Alejandro John Belen、 Eugene Ayson、Noel Añonuevo                                                               | 仲條久美   | 神綾香            | 2月4日        |
| 43              |          | 絕望的魔法都市 荷魯斯最後的希望              | 福嶋幸典 | 中村亮太 中島豊            | 村山靖                | 岡辰也 | 大西陽一   | 神綾香            | 2月11日       |
| 44              |          | 向着黑暗放箭！愛的大魔法！                   | 福嶋幸典 | 山室直儀                   | 松川朋弘              | 直井正博、洪範錫、 Song hyeon-ju、Park Yeong-hee、 Choi Eun-yeong、Han Eun-mi、 Lee Seung-hee、Shin Seung-sook   | 諸葛子敬   | 神綾香            | 2月18日       |
| 45              |          | 颯也暴走？！怒濤的魔法都市中最後的奔跑       | 森地夏美 | 谷東                       | 谷東                  | 浅沼昭弘 | 不適用     | 神綾香            | 2月25日       |
| 46              |          | 被解開的謎團！戰場吶喊和怪盜的秘密！         | 中山智博 | 宮元宏彰                   | 宮元宏彰              | 舘直樹、北野幸広                                                                                                 | 二階堂渥志 | 神綾香            | 3月3日        |
| 47              |          | 新獵人啓動！波瀾不斷的新舞臺                 | 吉高寿男 | 角銅博之                   | 角銅博之              | 奈須川充、浅沼昭弘、洪範錫、 權容祥、金澤龍                                                                      | 諸葛子敬   | 神綾香            | 3月17日       |
| 48              |          | 拉比的決意！奪回逃走中                       | 吉高寿男 | 小松由依                   | 小松由依              | 市川吉幸、川口弘明、 佐藤敏明、柳瀬譲二                                                                          | 大西陽一   | 神綾香            | 3月24日       |
| 49              |          | 目標紐約！逃走中橫穿美國                     | 山口宏   | 暮田公平                   | 山崎響介              | 仲條久美、真庭秀明、 二階堂渥志、諸葛子敬                                                                        | 石橋大輔   | 神綾香            | 3月31日       |
| 50              |          | 護送迷之美女 暴走的汽車追逐                  | 中山智博 | 中島啓太郎                 | 中島啓太郎            | 直井正博、洪範錫、Xie Xin、 Wei Xu Long、Chen Liang、 Du Wei Feng                                                | 浅沼昭弘   | 神綾香            | 4月7日        |
| 51              |          | 湖邊的慘劇 野營地的面具怪                    | 森地夏美 | 中村哲治                   | 佐土原武之            | 岡辰也 | 諸葛子敬   | 神綾香            | 4月14日       |
| 52              |          | 目標100萬美金！拉斯維加斯大作戰              | 福嶋幸典 | 貝澤幸男 暮田公平 川崎弘二 | 前屋俊広              | 川村敦子、山下梢、諸葛子敬、 洪範錫、Choi Eun-yeong、 Lee Seung-hee、Choi Hye-jyeong、 Kim hyun kyoung、Go yu il | 二階堂渥志 | 神綾香            | 4月21日       |
| 53              |          | 命運的卡牌！一生一次的大勝負！               | 福嶋幸典 | 髙戸谷一歩                 | 髙戸谷一歩            | 浅沼昭弘 | 不適用     | 神綾香            | 4月28日       |
| 54              |          | 窮途末路！阻止列車的爆炸！                   | 吉高寿男 | 角銅博之                   | 角銅博之              | 北野幸広、奈須川充                                                                                               | 大西陽一   | 林竜太            | 5月5日        |
| 55              |          | 逃走者復活？荒野保鏢拉比！                   | 森地夏美 | 志水淳児                   | 志水淳児              | 川口弘明、佐藤敏明、 柳瀬譲二、岡辰也                                                                            | 石橋大輔   | 神綾香            | 5月12日       |
| 56              |          | 抓住勝利！芝加哥棒球大亂鬥                   | 山口宏   | 柳屋圭宏                   | 柳屋圭宏              | 市川吉幸、近藤瑠衣、舘直樹                                                                                       | 二階堂渥志 | 神綾香            | 5月19日       |
| 57              |          | 外星人是誰！？白宮的爾虞我詐                 | 中山智博 | 貝澤幸男 中村亮太          | 松川朋弘              | 仲條久美、岩田美香、李旭、 瞿心桐、權容祥                                                                        | 諸葛子敬   | 林竜太            | 5月26日       |
| 58              |          | 登錄曼哈頓 驚愕的100具獵人                   | 吉高寿男 | 三木琴絵                   | 三木琴絵              | Lee Jae Min、Lee Jong Man、 Ho Seong Jin                                                                         | 大西陽一   | 神綾香            | 6月2日        |
| 59              |          | 摩天樓戰場吶喊決戰！颯也對戰雪之丞           | 福嶋幸典 | 川崎弘二 中島豊            | 佐土原武之            | 岡辰也、仲條久美                                                                                                 | 不適用     | 神綾香            | 6月9日        |
| 60              |          | 抓住自由吧！橫穿美國舞臺最後的奔跑！         | 森地夏美 | 志水淳児 鈴木正男          | 前屋俊広              | 洪範錫、李旭、瞿心桐、 Lee Seunghee、Choi Eunyoung、 Bae Jeeun                                                   | 諸葛子敬   | 神綾香            | 6月16日       |
| 61              |          | 向着頂點！奔跑的逃走者們                     | 山崎亮   | 川崎弘二                   | 川崎弘二              | 不適用 | 不適用     | 神綾香            | 6月23日       |
| 62              |          | 偉大的冠軍盃競標賽開幕！超越絕對王者吧！     | 中山智博 | 角銅博之                   | 角銅博之              | 浅沼昭弘 | 不適用     | 神綾香            | 6月30日       |
| 63              |          | 颯也死亡！？戰場吶喊大暴走！                 | 中山智博 | 暮田公平 小松由依          | 小松由依              | 川村敦子、佐藤敏明、 柳瀬譲二、川口弘明                                                                          | 大西陽一   | 神綾香            | 7月7日        |
| 64              |          | 獵人變異！？新舞臺怪異的首都巴黎！           | 中山智博 | 中島啓太郎 貝澤幸男        | 中島啓太郎            | 奈須川充、岡辰也                                                                                                 | 石橋大輔   | 神綾香            | 7月14日       |
| 65              |          | 消失的春 神秘的怪人集團幻影！                | 吉高寿男 | 中島豊 鈴木正男            | 金子エマ              | 洪範錫、權容祥                                                                                                   | 諸葛子敬   | 神綾香            | 7月28日       |
| 66              |          | 解開春的暗號！與幻影蜘蛛的激烈戰鬥           | 吉高寿男 | 宮元宏彰 古賀豪            | 中村明博              | 仲條久美、市川吉幸、近藤瑠衣                                                                                     | 浅沼昭弘   | 林竜太            | 8月4日        |
| 67              |          | 電擊獵人襲來！巴黎停電作戰！                 | 福嶋幸典 | 角銅博之                   | 角銅博之              | 直井正博、李旭、瞿心桐、 陈凯、刘爽、星鼠                                                                        | 二階堂渥志 | 神綾香            | 8月11日       |
| 68              |          | 軌道追擊！死鬥幻影火蜥蜴                     | 福嶋幸典 | 中村亮太 川崎弘二          | 松川朋弘              | 中野彰子、Lee Jae Min、Lee Jong Man、 Ho Sung Jin、Kim Yu Sun                                                    | 大西陽一   | 神綾香            | 8月18日       |
| 69              |          | 被盯上的露娜 彷徨在黑夜中的女子們            | 森地夏美 | 西森章                     | 佐土原武之            | 岡辰也 | 諸葛子敬   | 神綾香            | 8月25日       |
| 70              |          | 舞動的蝴蝶 紅磨坊復活任務                    | 森地夏美 | 志水淳児                   | 志水淳児              | 浅沼昭弘 | 不適用     | 林竜太            | 9月1日        |
| 71              |          | 主菜是逃走者！幻影餐廳開店                   | 山口宏   | 髙戸谷一歩                 | 髙戸谷一歩            | 川口弘明、佐藤敏明、柳瀬譲二、 舘直樹、山下梢                                                                    | 大西陽一   | 神綾香            | 9月8日        |
| 72              |          | 佩塔和一個友誼的故事！破壞勞里爾的晚餐！     | 山口宏   | 志田直俊                   | 三木琴絵              | 直井正博、中野彰子、瞿心桐、刘锐、 刘爽、李旭、张颖、岩田美香                                                    | 二階堂渥志 | 井上慎太郎        | 9月15日       |
| 73              |          | 小心潛水！獵人正在入侵天空！                 | 福嶋幸典 | 貝澤幸男 中島豊            | 都築悠一              | 洪範錫、奈須川充、仲條久美                                                                                       | 諸葛子敬   | 神綾香            | 9月22日       |
| 74              |          | 恐怖大師的最後一掌！從艾菲爾鐵塔可怕的跳下！ | 福嶋幸典 | 中村哲治                   | 川崎弘二              | 川村敦子、權容祥                                                                                                 | 石橋大輔   | 林竜太            | 9月29日       |
| 75              |          | 幻化人類的計畫！不惜一切代價阻止杰雷米！     | 吉高寿男 | 角銅博之                   | 角銅博之              | 市川吉幸、Lee Jae Min、 Lee Jong Man、Ho Seong Jin                                                               | 二階堂渥志 | 神綾香            | 10月6日       |
| 76              |          | 巴黎最終任務！消滅終極幻影赫拉克羅斯！       | 吉高寿男 | 中村亮太 暮田公平          | 佐土原武之            | 岡辰也 | 諸葛子敬   | 井上慎太郎        | 10月13日      |
| 77              |          | 冠軍失控！巴黎陷入火焰！                     | 中山智博 | 宮元宏彰                   | 小松由依              | 仲條久美、近藤瑠衣、刘锐、张颖、 刘爽、陈凯、岩田美香                                                            | 大西陽一   | 神綾香            | 10月20日      |
| 78              |          | 前往凱旋門！偉大冠軍的誕生！                 | 森地夏美 | 鎌谷悠                     | 鎌谷悠                | 川口弘明、佐藤敏明、柳瀬譲二、 舘直樹、洪範錫、楢崎朝子、 山下梢、諸葛子敬                                       | 二階堂渥志 | 林竜太            | 11月3日       |
| Special Mission |          |                                              | 山崎亮   | 川崎弘二                   | 川崎弘二              | 佐藤敏明 | 不適用     |                   | 11月10日      |
| 79              |          | 月球殖民地的冠軍！超越時間的棋盤！           | 山口宏   | 中島啓太郎                 | 中島啓太郎            | 浅沼昭弘 | 不適用     | 神綾香            | 11月17日      |
| 80              |          | 保護歷史！陸海空尋找秘密！                   | 山口宏   | 中島豊                     | 金子エマ              | Go Yu-il、Park Gi-deok、 Park Jae-seok、Lee Gyeoung-soon、 Cho Mi-jeong、Hwang Young-sik                         | 諸葛子敬   | 神綾香            | 11月24日      |
| 81              |          | 恢復藝術品！第八個向日葵！                   | 福嶋幸典 | 石平信司                   | ましろ                | 岡辰也 | 大西陽一   | 林竜太            | 12月1日       |
| 82              |          | 梵谷交換了！蒙面大盜颯也登場！               | 福嶋幸典 | 志水淳児                   | 志水淳児              | 市川吉幸、川口弘明、佐藤敏明、柳瀬譲二                                                                           | 二階堂渥志 | 林竜太            | 12月8日       |
| 83              |          | 找到四十七武士！大江戶調查任務！             | 吉高寿男 | 角銅博之                   | 角銅博之              | 洪範錫、张颖、刘锐、刘爽、岩田美香                                                                               | 浅沼昭弘   | 神綾香            | 12月15日      |
| 84              |          | 拯救大石藏之介！攻擊是通過擲骰子來進行的！   | 吉高寿男 | 髙戸谷一歩                 | 髙戸谷一歩            | 川村敦子、岡辰也                                                                                                 | 諸葛子敬   | 神綾香            | 12月22日      |
| 85              |          | 大逃脫！前所未有的復活任務！                 | 森地夏美 | 西森章                     | 松川朋弘              | 奈須川充、中野彰子                                                                                               | 大西陽一   | 林竜太            | 12月29日      |
| 86              |          | 無情導演來襲！拉比的光明覺醒！               | 森地夏美 | 三木琴絵                   | 三木琴絵              | 中野彰子、北野幸広                                                                                               | 浅沼昭弘   | 林竜太            | 2025年 1月5日 |
| 87              |          | 浪漫任務！愛因斯坦安排了一次約會！           | 中山智博 | 暮田公平                   | 暮田公平              | 洪範錫、川口弘明、佐藤敏明、柳瀬譲二                                                                             | 諸葛子敬   | 神綾香            | 1月12日       |
| 88              |          |                                              | 中山智博 | 山崎響介                   | 山崎響介              | 仲條久美、近藤瑠衣、舘直樹                                                                                       | 石橋大輔   |                   | 1月19日       |
| 89              |          |                                              | 山口宏   | 鈴木正男                   | 石田暢                | 岡辰也 | 諸葛子敬   |                   | 1月26日       |
| 90              |          |                                              | 山口宏   | 中村明博                   | 中村明博              | 奈須川充、權容祥、金澤龍                                                                                         | 二階堂渥志 |                   | 2月2日        |
| 91              |          |                                              | 吉高寿男 | 中島啓太郎                 | 中島啓太郎            | 佐藤敏明、川口弘明、柳瀬譲二、市川吉幸                                                                           | 諸葛子敬   |                   | 2月9日        |
| 92              |          |                                              | 吉高寿男 | 角銅博之                   | 角銅博之              | 浅沼昭弘、中野彰子、諸葛子敬、二階堂渥志                                                                         | 不適用     |                   | 2月16日       |
| 93              |          |                                              | 福嶋幸典 | 志水淳児                   | 三木琴絵              | 川村敦子、Shin sang-tae、Hwang you-seon、 Ok chan-byeol、张颖、刘锐、刘爽                                        | 仲條久美   |                   | 2月23日       |
| 94              |          |                                              | 森地夏美 | 中村哲治                   | 石田暢                | 洪範錫、Lee Jae min、Kim Yu sun、 Lee Sang Jin、Lee Jong man、Ho Seong Jin                                       | 石橋大輔   |                   | 3月2日        |
| 95              |          |                                              | 山口宏   | 川崎弘二                   | 川崎弘二              | 岡辰也、洪範錫                                                                                                   | 諸葛子敬   |                   | 3月16日       |
| 96              |          |                                              | 中山智博 | 暮田公平                   | 暮田公平              | 中野彰子、二階堂渥志、川村敦子                                                                                   | 石橋大輔   |                   | 3月23日       |
| 97              |          |                                              | 中山智博 | 貝澤幸男                   | 貝澤幸男              | 佐藤敏明、諸葛子敬、市川吉幸                                                                                     | 仲條久美   |                   | 3月30日       |

#### 播出电视台
| 放送期間                                                                           | 放送時間         | 放送局            | 対象地域       | 備考 |
| ---------------------------------------------------------------------------------- | ---------------- | ----------------- | -------------- | ---- |
| 2023年4月2日 - 2025年3月30日                                                       | 日曜 9:00 - 9:30 | 富士电视台        | 关东广域圈     |      |
|                                                                                    |                  | 北海道文化放送    | 北海道         |      |
|                                                                                    |                  | 岩手可爱电视台    | 岩手県         |      |
|                                                                                    |                  | 仙台放送          | 宮城県         |      |
|                                                                                    |                  | 樱桃电视台        | 山形県         |      |
|                                                                                    |                  | NST新潟综合电视台 | 新潟県         |      |
|                                                                                    |                  | 長野放送          | 長野県         |      |
|                                                                                    |                  | 静岡电视台        | 静岡県         |      |
|                                                                                    |                  | 石川电视台        | 石川県         |      |
|                                                                                    |                  | 东海电视台        | 中京广域圈     |      |
|                                                                                    |                  | 关西电视台        | 近畿广域圏     |      |
|                                                                                    |                  | 山阴中央电视台    | 島根県・鳥取県 |      |
|                                                                                    |                  | 岡山放送          | 岡山県・香川県 |      |
|                                                                                    |                  | 新廣島電視台      | 広島県         |      |
|                                                                                    |                  | 愛媛電視台        | 愛媛県         |      |
|                                                                                    |                  | 高知SunSun电视台  | 高知県         |      |
|                                                                                    |                  | 西日本电视台      | 福岡県         |      |
|                                                                                    |                  | 佐賀電視台        | 佐賀県         |      |
|                                                                                    |                  | 鹿儿島电视台      | 鹿児島県       |      |
| 2023年4月8日 -                                                                     | 土曜 5:30 - 6:00 | 熊本电视台        | 熊本県         |      |
| 2023年4月9日 -                                                                     | 日曜 5:00 - 5:30 | 福井電視台        | 福井県         |      |
|                                                                                    | 日曜 5:30 - 6:00 | 宮崎電視台        | 宮崎県         |      |
|                                                                                    | 日曜 6:15 - 6:43 | 富山電視台        | 富山県         |      |
|                                                                                    | 日曜 6:30 - 7:00 | 秋田電視台        | 秋田県         |      |
|                                                                                    |                  | 長崎電視台        | 長崎県         |      |
| 同時・遅れネット局では字幕・解説放送を実施。連動データ放送は同時ネット局のみ実施。 |                  |                   |                |      |

※同聯播網的福島電視台、大分電視台和沖繩電視台未播出本節目。

### 舞台
全員逃走中 THE STAGE
節目首次舞台化。
2022年5月に東京・なかのZERO、神奈川・横浜市市民文化会館関内ホール、埼玉・彩の国さいたま芸術劇場、千葉・松戸市民会館にて上演予定。また8月・9月には福岡・大阪・東京・岐阜・静岡での全国ツアーが予定されている。